# Conséquences de la pandémie de Covid-19
Pour un article plus général, voir Pandémie de Covid-19.
Les conséquences de la pandémie de Covid-19 sont économiques, financières, sociales, culturelles, environnementales, politiques, scolaires, judiciaires et sanitaires, notamment concernant la santé mentale.
Un double choc d'offre (lié à la baisse de la production) et de demande (lié à la baisse de la consommation, notamment sur les services) se produit et de nombreuses entreprises se retrouvent à l'arrêt total ou partiel, faisant craindre des phénomènes de pénurie sur les biens essentiels, en même temps que des mesures de confinement sanitaire sont prises, concernant la moitié de l'humanité.
Les marchés financiers commencent à chuter le 24 février 2020, en raison d'une augmentation significative du nombre de cas de Covid-19 en dehors de la Chine continentale,. La baisse se poursuit par séquences,, jusqu'au 23 mars, notamment sur les marchés européens et nord-américains, avec la pire journée de l'histoire de la bourse de Paris le 12 mars, dans un phénomène de krach boursier.
De très nombreux événements citoyens, d'entreprises et grand public (sportifs, musicaux, salons, élections…) sont annulés ou reportés.
L'Agence spatiale européenne a montré, avec des exemples illustrés, que durant la pandémie, les satellites ont observé, à échelle planétaire, une forte diminution de la plupart des activités humaines et des émissions polluantes (de CO2 notamment).
Le confinement a des effets psychiques, sur la consommation, sur les modes de sociabilité, mais aussi sur l'environnement (réapparition provisoire de la faune en ville, baisse des émissions de CO2, etc.) néanmoins compensée en quelques mois par un rebond de consommation d'énergies fossiles en 2021). Le 15 avril 2020, le Fonds monétaire international renomme la crise « Grand Confinement » (Great Lockdown), en référence à la Grande Dépression et à la Grande Récession.
L'ampleur de la crise amène un grand nombre d'acteurs politiques, économiques, intellectuels à imaginer des modalités pour réinventer la société après le confinement.
Sur le plan macroéconomique, le recul de l'activité économique et les mesures de soutien entraînent au niveau mondial une augmentation des dettes publiques sans précédent.
Au niveau international, en raison de l'accroissement des inégalités et des écarts de richesse provoqué par la crise pandémique, qui risquent de plonger 6 à 8 % de la population mondiale dans la pauvreté, de nouvelles expériences en faveur du revenu universel de base sont mises en place.

## Contexte
La pandémie de Covid-19, une pandémie d'une maladie infectieuse émergente, la maladie à coronavirus 2019 (Covid-19), est provoquée par le coronavirus SARS-CoV-2. Elle apparaît le 17 novembre 2019 dans la ville de Wuhan, en Chine centrale, puis se propage dans le monde entier.
L'Organisation mondiale de la santé (OMS) alerte dans un premier temps la République populaire de Chine et ses autres États membres, puis prononce l'état d'urgence de santé publique de portée internationale le 30 janvier.
Le 13 janvier, un premier cas est découvert hors de Chine continentale. Deux navires de croisière (le MS Westerdam et le Diamond Princess) sont aussi touchés. Le nombre total de malades hors de la Chine dépasse les 1 500 à la mi-février.
À partir de janvier 2020, le gouvernement chinois met en œuvre des procédures lourdes de confinement, et place plusieurs villes puis toute une région en quarantaine, fermant de nombreux sites publics et déployant d'importants moyens sanitaires.[réf. nécessaire]
Le 25 février, le nombre de nouveaux cas déclarés quotidiennement hors de Chine est plus élevé que dans ce pays,,.
Le 11 mars 2020, l'épidémie de Covid-19 est déclarée pandémie, par l'OMS, qui demande des mesures de protection essentielles pour prévenir la saturation des services de soins intensifs et renforcer l'hygiène préventive et les gestes barrières (lavage des mains, interdiction de cracher dans la rue, incitation à la distanciation physique, interdiction des attroupements, port du masque, suppression des contacts physiques, bises et serrements de mains, fin des attroupements et des grandes manifestations ainsi que des déplacements et voyages non indispensables, mise en application de quarantaine, etc.). La lutte contre cette pandémie mondiale provoque des annulations en série de manifestations sportives et culturelles sur toute la planète, la mise en place par de nombreux pays de mesures de confinement pour freiner la formation de nouveaux foyers de contagion, la fermeture des frontières de nombreux pays, et un krach boursier du fait des incertitudes et des craintes qu'elle fait peser sur l'économie mondiale. Elle a aussi des effets en termes d'instabilité sociale et économique.
Le taux de létalité provisoire est plus bas que lors des précédentes épidémies à coronavirus, avec pour estimation environ 1 à 2 % sur les cas dépistés.
Au 8 avril, environ 1 529 500 cas cumulés sont confirmés dans le monde, dont environ 339 500 personnes guéries et 89 500 morts. L'épidémie est mondiale tous les territoires sont touchés par cette crise sanitaire durable.
Voir en particulier :
- Pandémie de Covid-19 en Chine,
- Pandémie de Covid-19 aux États-Unis,
- Pandémie de Covid-19 en Italie,
- Pandémie de Covid-19 en Espagne,
- Pandémie de Covid-19 en Allemagne,
- Pandémie de Covid-19 en France.

## Rupture de stock et pénuries
L'inquiétude liée à la pandémie se traduit dans certains pays par des achats en quantités inhabituelles de denrées alimentaires non périssables (pâtes, conserves, etc.) et de papier toilette débouchant sur des ruptures de stock ponctuelles dans de nombreuses grandes surfaces.
D'autre part, la pandémie met en tension les chaînes logistiques d'approvisionnement des moyens nécessaires au traitement des malades (masques, blouses, gants, médicaments, respirateurs, etc.). La mondialisation des achats ne permet pas de pallier l'insuffisance des stocks stratégiques et le manque d'autosuffisance locale dans les productions.
Des pénuries mondiales apparaissent sur le marché des masques FFP2.

### Alimentaires

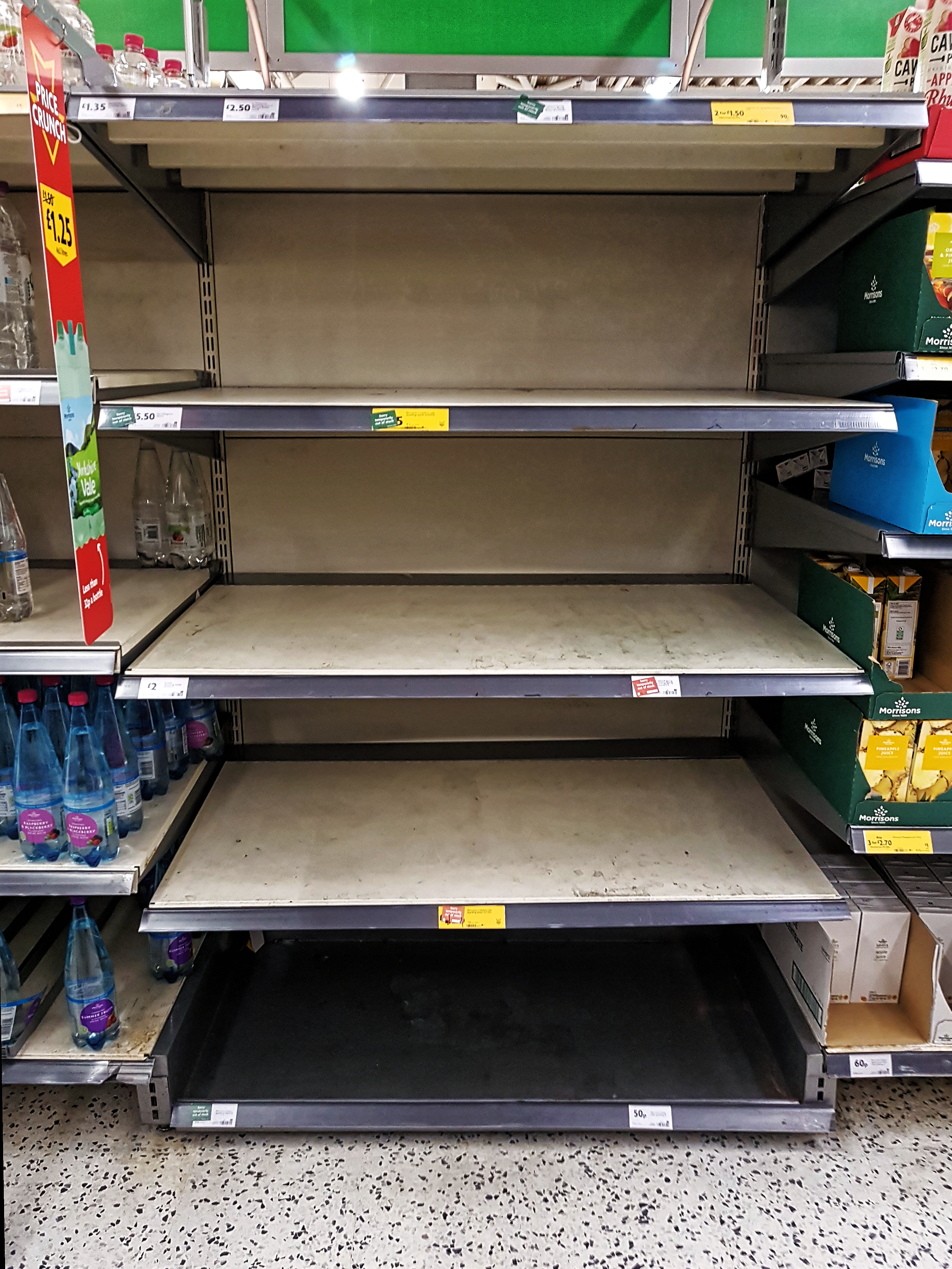
Rupture de stock de certaines boissons dans un supermarché de Londres, Royaume-Uni, 10 mars 2020

La pandémie de Covid-19 fait craindre des pénuries alimentaires. En conséquence, plusieurs pays émettent des restrictions temporaires à l'exportation de certains produits alimentaires de base, parmi lesquels le Viêt Nam et le Cambodge (sur le riz),, le Kazakhstan (sur plusieurs produits dont le blé, le sucre et les pommes de terre) ou encore l'Ukraine (sur le sarrasin).
Malgré des ruptures de stocks pour certaines denrées de base, il n'y a aucune pénurie durant la pandémie de Covid-19 en France. Les filières agroalimentaires pouvant continuer à produire, moyennant des ajustements. Bruno Le Maire, le ministre de l'Économie dans le gouvernement Édouard Philippe, assure : « La sécurité d’approvisionnement en produits alimentaires et de première nécessité est garantie dans les jours et les semaines à venir […]. 90 à 95 % des références sont disponibles ». L'État appelle à la rationalité et à la solidarité des citoyens.

### Moyens médicaux et médicaments
Préoccupés par des problèmes potentiels d'approvisionnement ou de pénurie dus à la pandémie et à ses conséquences, de nombreux pays interdisent ou limitent à titre temporaire l'exportation de certains médicaments ou équipements médicaux, ou de protection médicale. D'après une étude, pour le seul mois de mars 2020, 36 États dans le monde ont adopté de telles mesures.
Parmi les pays ayant pris de telles mesures se trouvent notamment la Belgique, la France, le Royaume-Uni, la Roumanie, la Hongrie, la Serbie, la Bulgarie, la Turquie, l'Algérie, le Kenya, la Corée du Sud, l'Indonésie, la Malaisie, la Colombie, ou encore l'Inde. En avril 2020, les États-Unis ordonnent à leur tour l'arrêt des exportations de masques et d'autres équipements de protection nécessaires à la lutte contre le Covid-19.
Le 15 mars 2020, la Commission européenne annonce la limitation à l'échelle de l'Union européenne des exportations hors-UE des masques et d'autres équipements médicaux de protection. Toute exportation hors-UE de ce type de matériel est désormais soumise à autorisation.
L'augmentation brutale de la demande engendre dès février dans certains hôpitaux et pharmacies une pénurie de masque chirurgical et FFP, de solution hydroalcoolique et de matériel médical (respirateur artificiel notamment). Le personnel de réanimation est également souvent débordé.
Pour essayer de prévenir une éventuelle pénurie en France, l'ANSM a annoncé le 17 mars, la limitation de vente de paracétamol par les pharmaciens. Ce sera une seule boîte par patient en bonne santé et deux boîtes maximum pour ceux qui présentent des symptômes de douleur ou de fièvre.

#### Masque chirurgical et masque de protection FFP

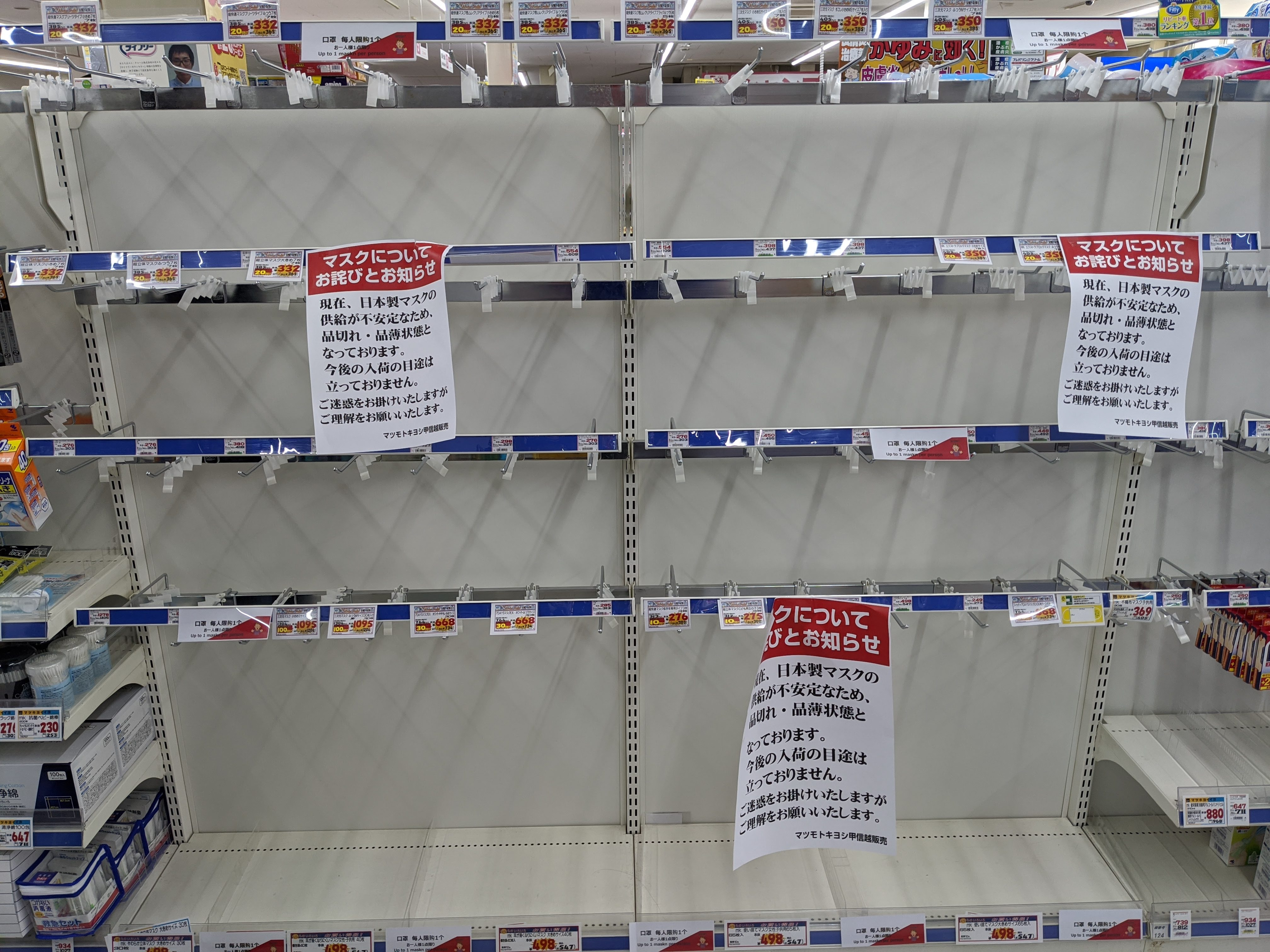
Pénurie de masques chirurgicaux dans une pharmacie de Nagano, Japon, 3 février 2020

En 2009, l’État français détenait 723 millions de masques de protection FFP2 et 1 milliard de masques chirurgicaux, puis la décision a été prise de ne pas renouveler certains stocks arrivant à péremption car en cas de besoin soudain les usines de production étaient capables d’être actives très rapidement, notamment en Chine. Pour Olivier Véran, l'État français dispose en 2020 d'un stock de 150 millions de masques chirurgicaux et d'aucun stock de masques de protection FFP2.
En mars, en France, les masques FFP2 ne sont plus disponibles en pharmacies ni dans les magasins de bricolage et les masques chirurgicaux se font rares, alors qu'à Daegu (Corée du Sud) des files d'acheteurs se forment. Ceci alimente un marché noir, des prix en ligne déraisonnables et des ventes de masques contrefaits, périmés ou défectueux.
Au 1er mars, les pays européens s'interrogent sur leur capacité à gérer la pandémie,,.

#### Solution hydro-alcoolique

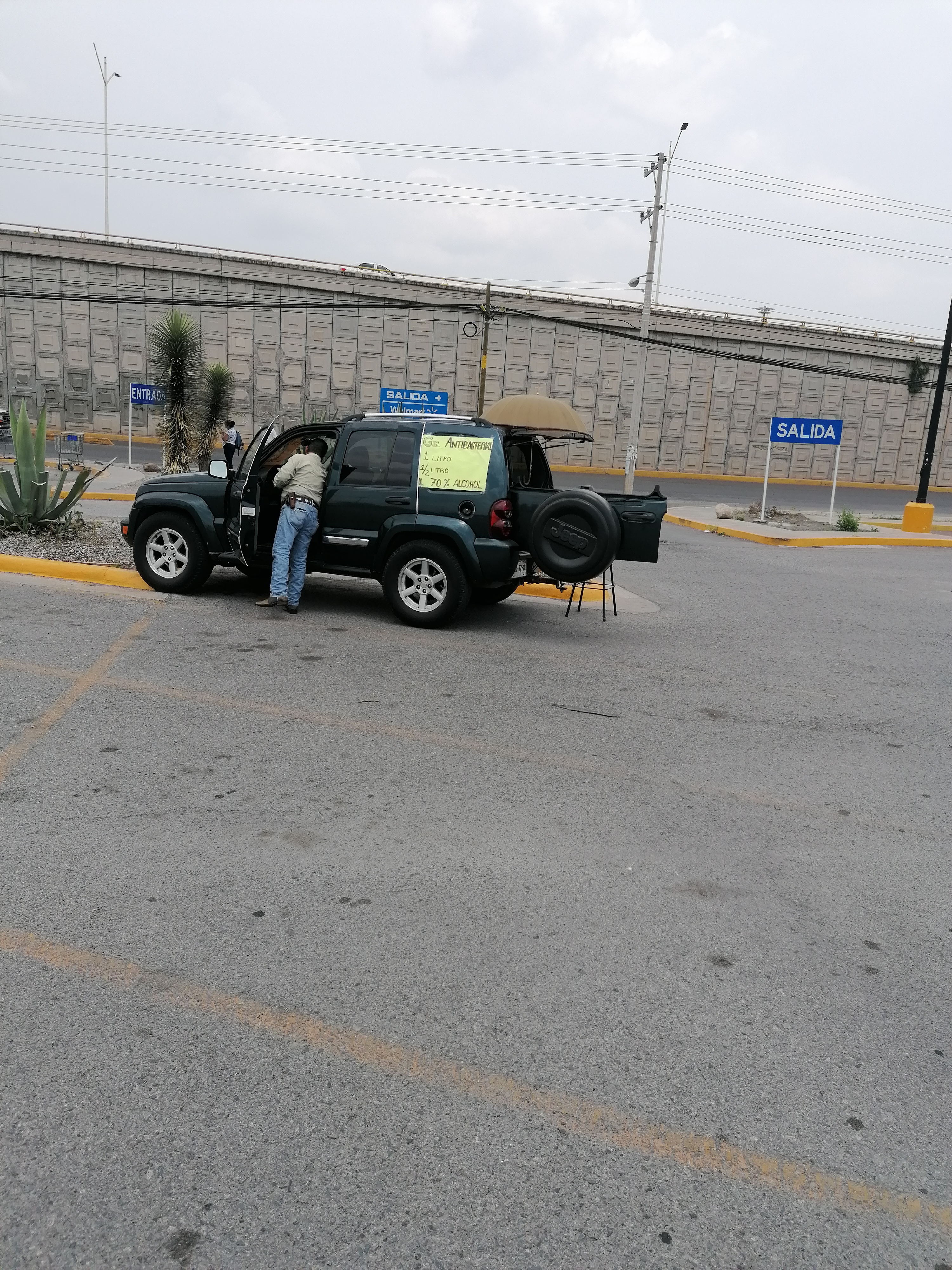
Vendeur ambulant de gel hydroalcoolique, le 1er avril 2020 durant la pandémie de covid-19, sur le parking d'un supermarché de San Luis Potosí (San Luis Potosí, Mexique)

En France notamment, des pénuries de solution hydroalcoolique apparaissent. Le ministre de la Santé Olivier Véran le 6 mars autorise les pharmacies à produire leur propre solution hydroalcoolique.

#### Respirateur artificiel
L'Italie comme nombre de pays manque de respirateurs pour ses patients atteint d'insuffisance respiratoire, la Chine y envoie en mars 1 000 respirateurs artificiels. La production nationale de pays tels que l'Allemagne, la France, les États-Unis et le Royaume-Uni est multipliée notamment grâce à la mobilisation d'entreprises du secteur automobile.

### Autres

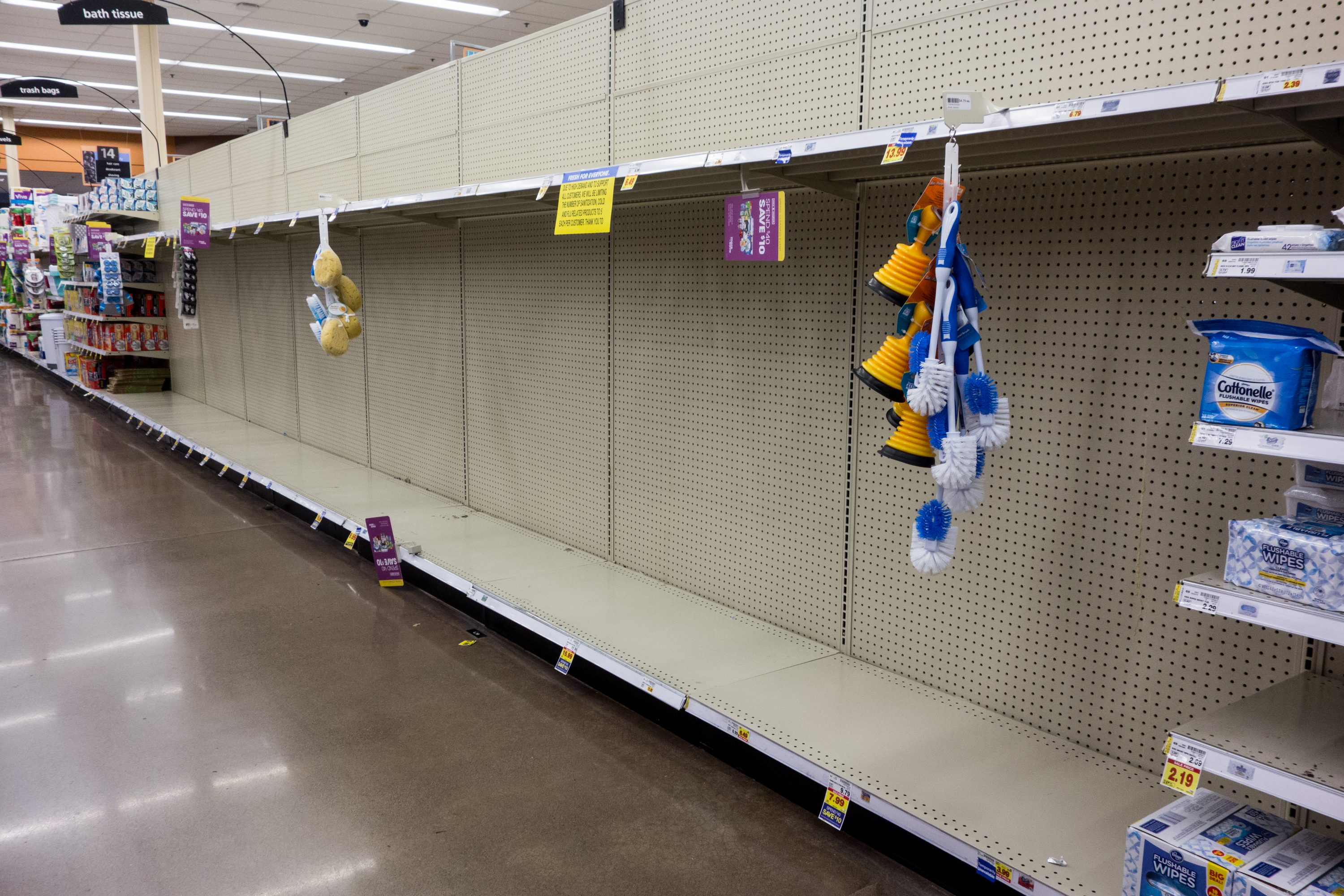
Pénurie de papier toilette dans un supermarché de Washington DC, États-Unis

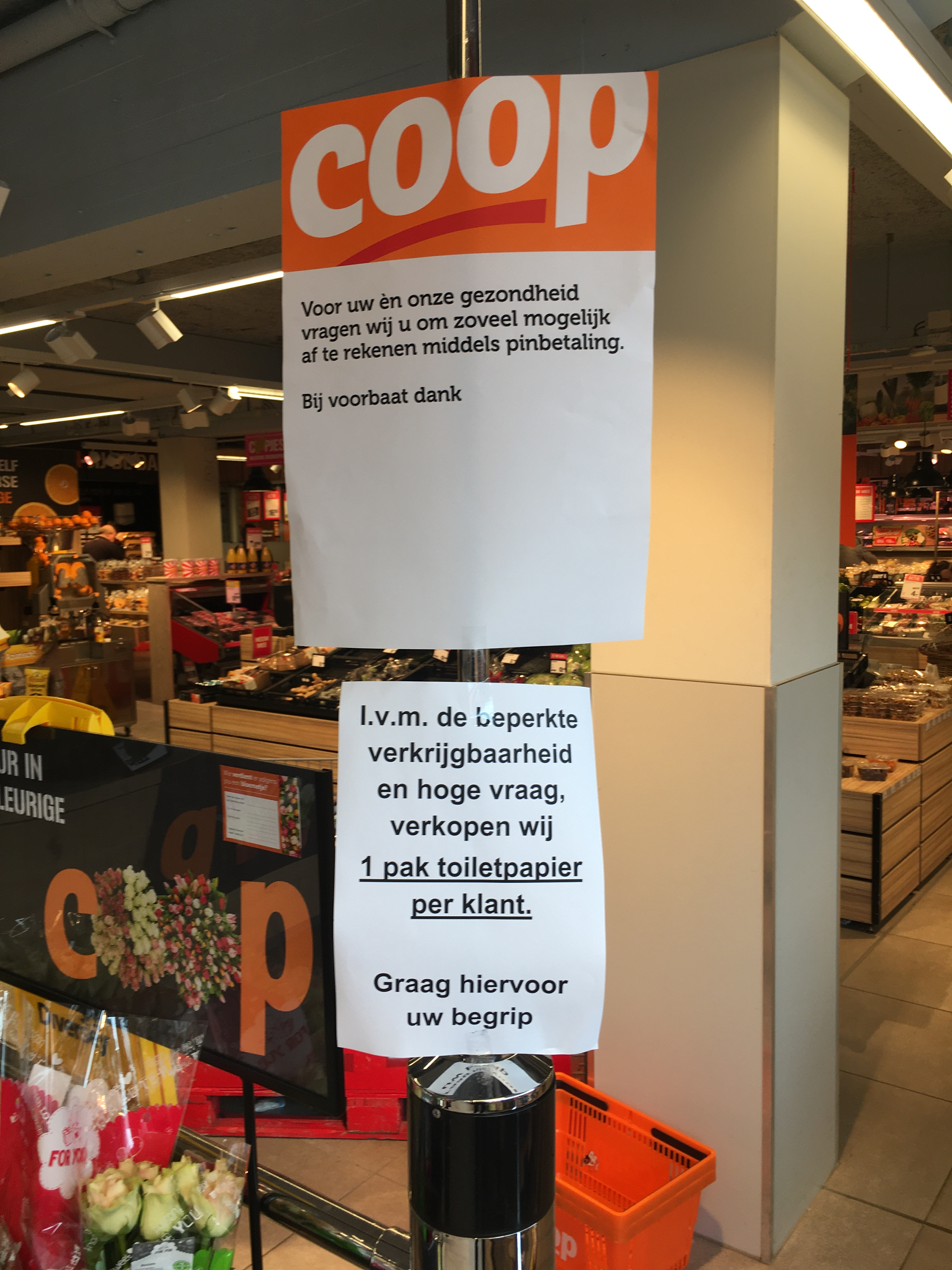
Affiche dans un supermarché de Delft, Pays-Bas, demandant aux clients de ne pas acheter plus d'un paquet de papier toilette, 13 mars 2020

Des achats de panique entraînant des ruptures de stock de papier toilette sont observées dans plusieurs pays.
En début de confinement en Malaisie, l’entreprise Karex, qui fabrique un préservatif sur cinq dans le monde, ferme de manière temporaire ses trois usines. Le gouvernement malaisien autorise la réouverture des usines mais à 50 %. Cette forte baisse de production par rapport à la normale entraîne un ralentissement dans la chaîne approvisionnement (livraisons humanitaires, gouvernementales, etc.). Le Fonds des Nations unies pour la population craint donc une pénurie mondiale de préservatifs.

## Conséquences économiques
« La crise économique due à l’épidémie est unique en son genre, s’il fallait tenter de la comparer à quelque chose, ce serait à une catastrophe naturelle. Un tremblement de terre, un ouragan, un tsunami… mais à l’échelle planétaire ».

### Chocs d'offre et de demande
Les conséquences économiques de la propagation du SARS-CoV-2 sont brutales, sous l'effet d'un double choc de l'offre (baisse de la production du fait de la mise à l'arrêt d'usines notamment) et de la demande (baisse de la consommation du fait du confinement des individus, de la diminution des transports et des voyages avec fin avril la totalité des 217 destinations internationales qui imposent des restrictions de circulation. La crise économique est considérée comme inédite à la fois de par sa nature (consécutive d'une crise sanitaire) et dans son ampleur,.
En avril 2020, le FMI prévoit une chute du PIB de 3 % dans le monde et 7,5 % dans la zone euro.
En Europe, les réponses économiques, qui font l'objet d'un grand consensus entre économistes , incluent la fourniture de 3 000 milliards d'euros de liquidités aux banques par l'Eurosystème, de façon qu'elles puissent continuer à prêter aux entreprises et aux particuliers. L'Eurosystème achète également 750 milliards de titres de dette supplémentaires (pour arriver à 1 000 milliards en 2020) pour que les taux d'intérêt puissent rester bas.
La crise se distingue de celle de 2008 en cela que le système bancaire est considérablement plus solide.
En France, l'État garantit les prêts à hauteur de trois cents milliards d'euros et au 19 avril, les banques ont fait l'objet de 290 000 demandes d'emprunts pour un montant de 55 milliards d'euros. Pour les entreprises en difficulté avec leurs banques, la Banque de France renforce la médiation du crédit. L'État décide également de reports de charges et d'impôts, pour faire face aux besoins de trésorerie. Un fonds de solidarité pour les petites entreprises est créé.

### Choc sur l'emploi
Dans la zone euro l'augmentation du chômage a été limité grâce aux mesures de soutien à l’emploi permettant d’amortir le choc. Le taux de chômage est passé de 7,4 %, en décembre 2019, à 8,3 %, en décembre 2020.sur bilan de la mondialisation 
En France, un dispositif de chômage partiel est mis en place, dont 9,6 millions de personnes bénéficient au 21 avril. Les entreprises sont invitées à verser une prime de 1 000 euros aux salariés qui continuent à venir travailler.
En raison de la pandémie du Covid-19, selon la Dares, 72 523 ruptures de contrats de travail sont envisagées dans le cadre de plans de sauvegarde de l'emploi initiés depuis le 1er mars 2020. De mars jusqu'en août 2020, c'était déjà trois fois plus que sur la même période en 2019. Certains salariés et le gouvernement s’interrogent sur l’effet d'aubaine dont profiteraient les entreprises pour mettre en œuvre des restructurations,. La crise du Covid-19 a paralysé des pans entiers de l'économie : les transports, les secteurs de l'aéronautique et de l'automobile, leurs sous-traitants font partie des plus touchés ainsi que le tourisme. Certaines entreprises déjà fragiles, notamment dans le secteur du textile ou de l'habillement sont aussi durement touchés.
Au début de la crise aux États-Unis, en un mois à partir de mars 2020, 22 millions de personnes ont été licenciées en un mois. Les données publiées à la fin septembre par le ministère du travail montrent le caractère très inégalitaire de la crise économique, le développement du télétravail favorisant nettement les plus diplômés. Le taux de destruction des emplois faiblement rémunérés était huit fois plus élevé que celui des emplois bien payés. Les salariés et indépendants munis de diplômes universitaires étaient proportionnellement quatre fois plus nombreux à pouvoir travailler à domicile que les travailleurs ne possédant pas de diplôme universitaire.
En 2020, la France est le pays qui a le plus utilisé le chômage partiel en Europe, avec 34 % de ses employés à son pic, devant l’Italie 30 %, l’Espagne 21 % et l’Allemagne 15 %.
Depuis début 2020, les pays qui vivent du tourisme voient disparaître des dizaines de millions d’emplois provocant un « tsunami social ». Les femmes et les travailleurs précaires, jeunes ou peu diplômés, seront les premiers concernés. La chute de 74% du nombre de visiteurs internationaux, en 2020, a déjà provoqué la suppression de 62 millions d’emplois, estime le Conseil mondial du voyage et du tourisme (WTTC).
À la suite des réouvertures de l'économie aux États-Unis, en juin 2021 certaines entreprises ont fait face à une pénurie de travailleurs. Une enquête recensait que seulement une offre d'emploi sur quinze trouvait preneur. 40 % de ses emplois allaient à des candidats âgés de 16 à 19 ans. Une raison ressortie pour expliquer cet écart serait que les mesures de soutien économique nécessitaient un historique d'emploi, et les jeunes n'en ayant pas, n'ont pas eu accès aux subventions qui pénalisaient le retour à l'emploi.

### Prévision récession et reprise
Une récession de 9 % sur l'année 2020 est anticipée et la dette publique augmente à 115 % du PIB. Le ministre de l'action et des comptes publics Gérald Darmanin n'envisage pas une hausse des impôts mais table sur un retour de la croissance (et donc des recettes fiscales) pour la rembourser. Le FMI prévoit un retour à la croissance en France en 2021, avec une prévision de 6 % alors que la Banque de France estime une croissance de 5 %. L'intervention publique permet d'amortir les deux tiers du choc, selon le Gouverneur de la Banque de France François Villeroy de Galhau, qui estime que si la crise est bien gérée, le choc sera « sévère, mais temporaire ».
En zone euro, le PIB est en chute historique de 6,8 % en 2020. Après un an de pandémie, l’économie est en suspens, soutenue artificiellement par les États grâce aux plans de soutien, la fin et l'état de sortie de crise pour les pays sont encore des inconnus.

### Exportations et importations
La crise de la Covid-19 a eu un effet négatif sur les exportations de la grande majorité des pays occidentaux. Le déficit commercial de la France s'est toutefois plus aggravé que celui de ses voisins européens : la chute des exportations en valeur au deuxième trimestre 2020 a été de 34 % par rapport au niveau de fin 2019, contre -25 % en Allemagne et -28 % en Espagne et en Italie.
La spécialisation française de l'aéronautique (aérodépendance) explique à elle seule le tiers de la perte des parts de marché mondiale à l'exportation de la France en 2020. Les exportations aéronautiques et automobiles ont été les plus touchées. Toutefois, c'est la dureté du confinement qui a duré jusqu'à la mi-2020 qui explique une majeure partie de la baisse des exportations.
Les importations de matériels destinés à lutter contre la pandémie ont aussi alourdi le déficit. La France a déboursé 5,9 milliards d'euros pour acheter les masques manquants, c'est de l'ordre de la moitié du montant des importations totales de matériels médicaux liés à la crise sanitaire. Cette somme représente à titre d'exemple la moitié du budget de la ville de Paris,.
On observe toutefois, en 2020, une poursuite des exportations agricoles, ainsi qu'une augmentation forte des exportations en lien avec la santé. Elles ne sont toutefois pas suffisantes pour compenser les pertes liées, principalement voire quasi exclusivement, au commerce automobile et aéronautique.

### Transport de marchandises
Le transport de marchandises a été fortement touché. En France, il s'est retracté de 4,9 % en 2020. Le transport routier a diminué de 3,7 %, le ferroviaire de 7,8 % et le transport fluviale de 11,4 %. Le fret portuaire a subi une baisse de 13,7 %.

### Mobilisation des entreprises pharmaceutiques
Les entreprises pharmaceutiques se livrent à une course de vitesse dans la mise au point de vaccins contre le Covid-19 et leurs productions industrielles à l'échelle planétaire à l'issue de laquelle le chiffre d'affaires pour le Big Pharma sera très important. Le retard de l’Institut Pasteur et de Sanofi sur les vaccins marque le décrochage de la recherche française. La France a investi trois fois moins dans la recherche publique que le Royaume-Uni ou l’Allemagne pour lutter contre la pandémie.
En 2020, la secrétaire d'État au budget Eva De Bleeker a dévoilé les prix des vaccins négociés par l'Union européenne à l'encontre des clauses de confidentialité et du secret des affaires dont les industriels pensaient pouvoir compter. La révélation du prix des vaccins contre le Covid-19, négociés par Bruxelles pour les contrats signés avec les entreprises pharmaceutiques, embarrasse l’industrie et la Commission européenne. La Belgique achètera à six fabricants : 1,78 euro l’unité pour AstraZeneca, 6,93 euros pour Johnson & Johnson, 7,56 euros pour Sanofi/GSK, 10 euros pour CureVac, 12 euros pour Pfizer-BioNTech, 14,68 euros pour Moderna. Soit, pour la Belgique, un coût global de plus de 279 millions d’euros pour 33,5 millions de doses.

### Impact sur la pauvreté
Dans un rapport intitulé le prix de la dignité, publié en avril 2020 par la confédération d'ONG Oxfam international, on estime qu'entre 6 % et 8 % de la population mondiale pourrait basculer dans la pauvreté en raison de l'arrêt économique suscité par la pandémie. Selon le groupement international d'assocations, cela peut constipussyns général en matière de lutte contre la pauvreté, et un recul de trente ans dans certaines régions comme en Afrique subsaharienne, au Moyen-Orient ou en Afrique du Nord, ces populations étant menacées de tomber sous le seuil de pauvreté à la suite de la pandémie.

### Inégalités de richesse
D'après le rapport 2022 sur les inégalités par le World Inequality Lab, publié en décembre 2021, coordonné notamment par l'économiste Lucas Chancel, les ultra-riches ont largement profité de la crise sanitaire du Covid-19, qui a creusé les inégalités de patrimoine. Selon Chancel, pendant que le patrimoine des milliardaires a pris plus de 3 600 milliards d'euros, ce sont 100 millions de personnes supplémentaires qui ont rejoint les rangs de l'extrême pauvreté.
Ce rapport suggère une imposition progressive, à l'échelle mondiale, des plus grands patrimoines et des contrôles accrus de l'évasion fiscale.
Selon Oxfam, en France, les cinq premières fortunes du pays, « ont doublé leur richesse depuis le début de la pandémie : elles ont gagné 173 milliards d’euros. C’est près de ce que l’Etat a dépensé pour faire face au Covid-19 en un an. ». La fortune des milliardaires dans le monde a plus augmenté depuis le début de la pandémie qu’en une décennie.

## Conséquences financières

### Engagement de l'État
« Une étude de l'OFCE mesurant l'effort budgétaire des pays, en additionnant les mesures de soutien et celles des plans de relance, montre que, juste avant la deuxième vague, la France avait mis sur la table 4 points de PIB, contre 5,6 en Italie, 5,8 en Allemagne, 6,5 en Espagne, 7,2 au Royaume-Uni, 10,6 aux États-Unis ».
Aux États-Unis, un immense plan d’aide a été décidé par le Congrès. Les transferts financiers sont passés globalement de 3 125 milliards de dollars à 4 268 milliards de dollars. ils ont compris les aides fédérales pour les allocations-chômage, et le chèque fiscal.
En France, on peut se référer à la position de la présidence de la République s'adressant aux entreprises et aux hôpitaux, et les appelant à mettre en œuvre tous les moyens nécessaires pour lutter contre l'épidémie, et ce « Quoi qu'il en coûte », car « La santé n'a pas de prix ». Des dépenses budgétaires sont engagées pour atténuer les conséquences économiques à court terme de la crise économique « Tout sera mis en œuvre pour protéger nos salariés et pour protéger nos entreprises, quoi qu'il en coûte, là aussi ».

### Krach boursier
Un krach boursier touche les économies mondiales en mars 2020 durant la pandémie de Covid-19, ainsi qu'en raison des désaccords entre l'Organisation des pays exportateurs de pétrole (OPEP) et la Russie.
Il participe à la crise économique de la Covid-19.

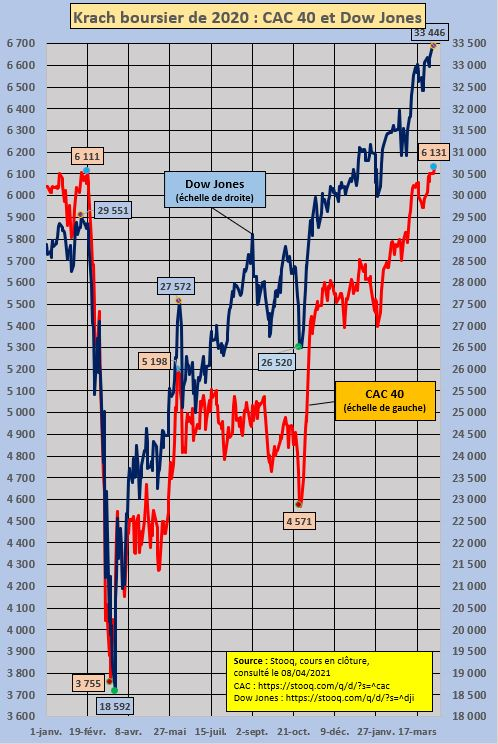
Évolution du Dow Jones et du CAC 40 de janvier 2020 à avril 2020

### Baisse du prix de l'énergie
Le cours du pétrole a chuté consécutivement au ralentissement de l'économie chinoise puis de la concurrence entre l'Arabie Saoudite et la Russie avec des cours très volatiles d'un jour à l'autre ; le baril de Brent passant sous la barre des 60 dollars le 27 janvier, le plus bas depuis trois mois,. Le 26 février, c'est celui du WTI qui passe sous le seuil de 50 dollars avant de descendre brièvement à un prix plancher de 20,2 dollars le 18 mars avant de remonter à 25 dollars le 19 mars.

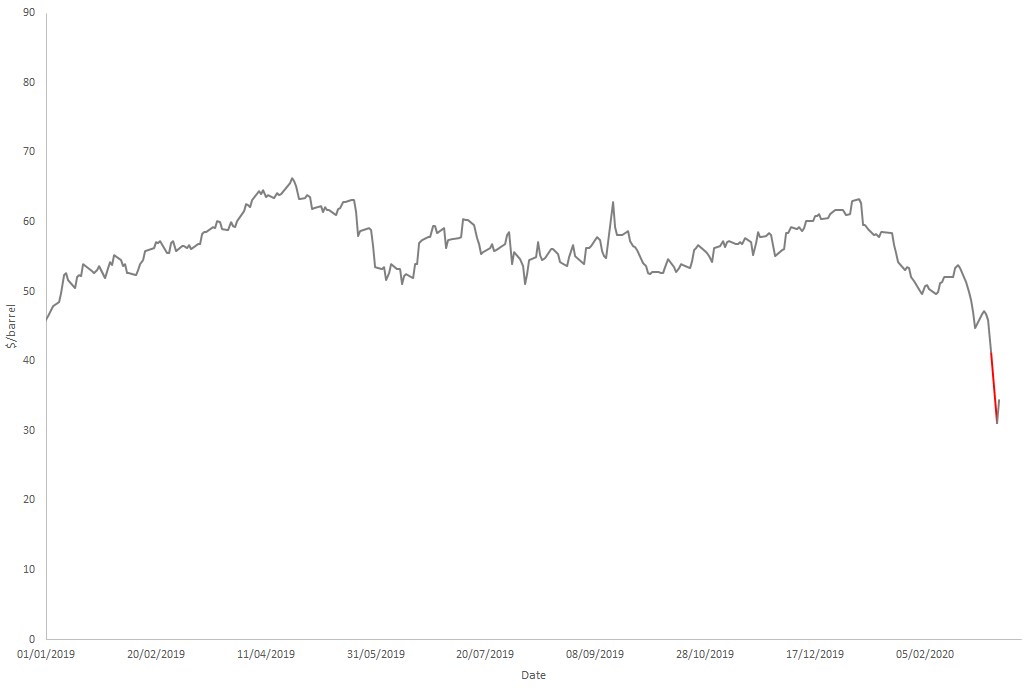
L'évolution du prix du baril West Texas Intermediate de janvier 2019 à mars 2020.

Parmi les effets les plus médiatisés sur les marchés mondiaux, le 20 avril 2020, le prix du pétrole devient momentanément négatif (les vendeurs paient les acheteurs). Cette situation est liée à la fois à la baisse de la demande consécutive de la crise, et à l’augmentation paradoxale de l’offre décidée par l’OPEP, à la suite d'un désaccord avec la Russie sur la réduction concertée de la production.
Le 21 avril 2020, à la clôture de la bourse de New York, le prix du baril de pétrole américain WTI (West Texas Intermediate) a coté à -37,63 $. Du jamais vu. Les acheteurs d'or noir ont payé pour s'en débarrasser à cause des capacités de stockage saturées du fait de l'absence de consommation.
Sur le marché européen de l'électricité, EDF et ses concurrents sont confrontés en mars 2020 à la forte baisse de la demande d'électricité causée par les mesures de confinement appliquées en réaction à la pandémie de Covid-19 et à la chute des prix du marché de gros de l'électricité qui en a résulté.
Sur le marché de gros EPEX SPOT, le 13 avril 2020 à 15 h, la France toujours en confinement sanitaire a connu un cours négatif toute la journée et EDF a dû consentir à ses clients de gros un pic de prix négatif de l'électricité aux alentours de −75 €/MWh,.
Aux États-Unis, d'après le magazine économique Forbes, entre le 18 mars et le 19 mai 2020 « la valeur nette des 600 plus grosses fortunes américaines a augmenté de 434 milliards de dollars », une augmentation de 15 %

### Progression de l'endettement
En novembre 2020, la Réserve fédérale des États-Unis alerte sur le niveau élevé d’endettement des ménages et entreprises qui ont emprunté grâce à des taux très bas depuis le début de la crise du Covid-19. Elle met en garde contre le risque élevé d’impayés pouvant mettre en jeu la stabilité financière.
Les mesures de soutien à l'économie de la part des différents gouvernements, couplées à la diminution des PIB, entraine une hausse des dettes publiques sans précédent, avec des ratios dette publique/PIB en forte augmentation : 60 000 milliards de dollars soit 131% du PIB pour les seuls pays avancés, avec des ratios moindres pour les autres pays, mais posant dans tous les cas la question de leur remboursement ou de leurs modalités de remboursement.
La dette publique française atteint 120 % du Produit intérieur brut(PIB). En Italie elle monte à 158% du PIB en 2020.
Selon Institute of International Finance, l'économie mondiale a fini l'année 2020 avec 20 000 milliards de dette de plus qu'à la fin 2019 pour atteindre le montant de 277 000 milliards de dollars .

### Sur profits d'entreprises pharmaceutiques
Pfizer et Moderna, deux entreprises américaines, prévoient un chiffre d'affaires de, respectivement, 26  et   18 milliards de dollars en 2021 grâce à leurs vaccins à ARN messager. Pfizer a gagné 3,5 milliards de dollars de profit au 1er trimestre 2021 sur les vaccins à ARN messager (l’allemand BioNTech, en partenariat avec Pfizer sur le vaccin contre la Covid-19, devrait en faire autant). On attend des résultats de même ordre de grandeur rapporté à son chiffre d'affaires pour Moderna cette jeune entreprise, qui, jusqu’à présent, n’avait jamais réalisé de bénéfices.

### Accroissement des fortunes
Selon Oxfam, les dix plus grosses fortunes mondiales ont vu leur fortune augmenter, de 540 milliards de dollars au total, entre le 18 mars et le 31 décembre 2020. Les 1 000 plus fortunés ont recouvré toutes leurs pertes en seulement neuf mois, notamment « grâce à un soutien sans précédent des gouvernements pour leur économie », qui a permis au « marché boursier de prospérer ».
Selon Forbes, à titre d'exemple, le Français Stéphane Bancel patron de Moderna, a vu sa fortune estimée à 3,3 milliards d’euros. Uğur Şahin, fondateur et dirigeant de BioNTech avec sa femme Özlem Türeci directrice médicale de la société, possède aujourd’hui une fortune de 3,3 milliards d’euros.

## Conséquences politiques

### Pouvoir exécutif perturbé
À titre d'exemple des responsables politiques contaminés, on peut citer Boris Johnson, Jair Bolsonaro, Donald Trump, Emmanuel Macron, Andrés Manuel López Obrador… Les pouvoirs exécutifs des États ont été perturbés durant les temps des soins et d'isolements mais la continuité des États a été préservée.

### Renforcement du rôle de l'État
Pendant la crise sanitaire, l’État-providence, protecteur et stratège, joue son rôle dans de nombreux pays. Un fait qui pourrait faire évoluer les mentalités en Europe. Les États ont adopté des politiques de soutien budgétaire, creusant leurs déficits.
Dans une autre direction, on se demande si l'Union européenne ne pourrait pas vivre un « moment hamiltonien » de l’émission de dette commune des États, en allusion à une étape importante de la construction des États-Unis d’Amérique comme État fédéral à la fin du XVIIIe siècle.

### Restriction des libertés
À la suite du développement de la pandémie de Covid-19, dans un but de santé publique, des décisions politiques ont été prises : état d'urgence sanitaire, confinement, autorisations de sortie et contrôles de la circulation des personnes, limitation des déplacements en trains, en avions, en bateaux, en voitures, contrôles renforcés aux frontières, limitation des réunions publiques et privées, fermetures administratives ou limitations d'affluence dans les bars, restaurants, musées, théâtres, cinéma, salles de spectacles, parcs de loisirs, stades, salles de sports, associations sportives, établissements scolaires ou universitaires et de nouvelles mesures de couvre-feu se mettent en place. En 2021, en raison de la multiplication de virus mutants par exemple au Royaume-Uni, le passage de frontières vers ou en provenance de pays hors UE sont interdits sauf « motifs impérieux » (y compris pour les Français de retour). Quelques pays mettent en œuvre des mesures d'isolement strict à l’hôtel à l’arrivée sur leur territoire
. l’Australie, qui applique la stratégie « zéro Covid » a interdit le retour d'Inde de ses propres citoyens sous peine de prison.Une surveillance numérique est mise en place par certains pays, au moyen de suivi des téléphones mobiles. Ces mesures d'exception sont applicables à titre temporaire. Les mesures peuvent concerner des périodes et territoires différenciés en fonction de l'intensité de circulation du virus et de paramètres de capacités des structures hospitalières,,,. La consommation d'alcool sur l'espace public peut être interdite pour limiter les regroupements sur les quais, places, espaces verts.
En mars 2020, un vote en Hongrie donne des pouvoirs quas'illimités au Premier ministre Viktor Orban.
En mars 2020, l’état d’urgence a été décrété en Arménie, Moldavie, Estonie, Hongrie, Lettonie, Kazakhstan, ainsi que deux régions d'Ukraine, Roumanie, au Portugal, en Italie, en Espagne,.
Fin 2020, la Suède a choisi les recommandations, plutôt que le confinement, orientation, responsabilisante préservant les libertés, originale sur la scène internationale. La commission d'enquête, nommée par le gouvernement pour évaluer la gestion de la crise sanitaire dans le royaume a remis en cause stratégie suédoise: « La stratégie consistant à protéger les plus âgés a échoué ».
Face à la deuxième vague, les restrictions se multiplient en Europe. L’Espagne doit ainsi décréter, dimanche 25 octobre 2020, un nouvel état d’alerte, ouvrant la voie à l’instauration d’un couvre-feu dans plusieurs régions.
Le 9 décembre 2020, une organisation intergouvernementale, International Idea, s'inquiéte des mesures problématiques pour les droits humains ou du respect des règles démocratiques pour combattre la pandémie de Covid-19. De l'Inde aux États-Unis en passant par la Chine ou la Bulgarie, plus de six pays sur dix ont pris de telles mesures qui sont considérées comme «illégales, disproportionnées, sans limite de temps ou superflues».
Selon Amnesty International, « Certains dirigeants ont tenté de normaliser les mesures d’urgence autoritaires qu’ils ont mis en place pour combattre le Covid-19 », les régimes autoritaires à travers le monde instrumentalisent la pandémie de Covid-19 pour accroître la répression.

### Contestation institutionnelle
Même si dans le cadre d'une pandémie mondiale, l'argument sanitaire peut se justifier, les mesures les décisions prises par les États membres de l’UE devaient être « strictement proportionnées », « à ce qui est nécessaire » et qu’elles ne « doivent pas durer indéfiniment ». C’est la position d'Ursula von der Leyen présidente de la Commission européenne.
En France, selon la Commission nationale consultative des droits de l'homme (CNCDH), le dispositif établi par la loi du 23 mars 2020 sur l’état d’urgence sanitaire conduit à une concentration du pouvoir de restreindre les droits et libertés entre les mains du gouvernement que la République n’a jamais connue en temps de paix. Selon le défenseur des droits, et une partie des députés d'opposition, ces décisions mettent en tension les libertés publiques de notre démocratie et les risques associés à la pandémie. Ces mesures d'exception sont applicables à titre temporaire,.
Le gouvernement français décrète l’état d’urgence sanitaire à partir du 17 octobre 2020, pour un mois (le dernier s'est terminé le 10 juillet). Il pourra être prorogé au-delà par une loi votée au Parlement, après avis du conseil scientifique. Le 25 octobre 2020, les députés votent la prorogation de l’état d’urgence sanitaire. La prolongation de ce régime d’exception est établi jusqu’au 16 février 2021. Selon Jean-Marie Burguburu, président de la Commission nationale consultative des droits de l'homme, « Les mesures attentatoires aux libertés doivent respecter un triple critère : une nécessité, une proportionnalité, et un caractère temporaire. Cette mesure ne peut pas durer indéfiniment, or, avec l’état d’urgence prolongé jusqu’en février 2021, on aura quasiment vécu une année entière sous état d’urgence, c’est énorme ».

Les mesures prises ont participé au classement de la France dans le Democracy Index 2020, rapport du département consacré à la recherche dans The Economist, du rang de « démocratie à part entière » à celui de « démocratie défaillante », aux côtés notamment du Portugal.
Au Canada, la légalité des décrets et arrêtés adoptés par le gouvernement du Québec pour lutter contre la Covid-19 en particulier le confinement est Contesté mais la Cour d’appel rejette la requête.
En mai 2021, en Espagne, la victoire sur une ligne très droitière et populiste, lors des régionales à Madrid, est celle d’Isabel Diaz Ayuso, qui avait pris pour slogan « Liberté ». Celle ci a refusé d’imposer des restrictions strictes contre la pandémie de Covid-19 en opposition au gouvernement central afin de protéger les entreprises, notamment les bars et les restaurants, qui sont restés ouverts.

### Contestation publique
En 2020, dès les première mesures, dans plusieurs pays d’Europe, des mouvements de contestation des mesures sanitaires prises pour enrayer l’épidémie de coronavirus sont apparus. Ils ont parfois donné lieu à des manifestations, comme en Belgique mettant en avant la Convention européenne des droits de l’homme, et en Allemagne,. Le 1er août 2020, la manifestation « la fin de la pandémie Jour de la liberté » a rassemblé plus de 17 000 personnes, à Berlin.
En novembre 2020, les pays européens se reconfinent les uns après les autres, et la contestation sociale prend de l'ampleur particulièrement en Espagne et en Italie.
En novembre 2020, en France, des centaines de manifestants se sont rassemblés à Marseille et 1 500 personnes à Nice pour protester contre les restrictions. « Culture sacrifiée » ou encore « Couvre-feu ? Nous ne sommes pas en guerre » sont affichés sur des pancartes. Des centaines de catholiques se sont réunis dans plusieurs villes de France pour demander la levée de l'interdiction des messes en public. Au Portugal, 500 manifestants avaient bravé aussi les restrictions à Lisbonne pour une « marche pour la liberté ».
En 2021, en France, des manifestations se multiplient : à la Réunion, une manifestation à l'appel du collectif Parents 974, Voix libre 974, 5000 Pié d’bwa et Médecins covid 974 (Réinfocovid) a eu lieu le 30 janvier  à Saint-Pierre pour manifester sur les conséquences de l’état d’urgence permanent entre autres sur les enfants, celui-ci entraînant de lourdes pathologies psychosociales et mentales du fait de son prolongement ininterrompu depuis mars 2020.
En janvier 2021, au Danemark, une manifestation anti restrictions organisée par un groupe radical contre la « coercition » et la « dictature » du semi-confinement anti-Covid. En Espagne, des milliers de personnes manifestent à Madrid contre les mesures sanitaires, 
Les Pays-Bas connaissent des manifestations anti couvre-feu.
En février 2021, des centaines de manifestants contre les confinements sanitaires en Autriche, en Belgique et aux Pays-Bas, sont arrêtés par les forces de police.
En mars 2021, en France, le mouvement de colère du monde culturel prend de l’ampleur. Après le théâtre de l’Odéon, à Paris, les intermittents du spectacle envahissent les salles de spectacles un peu partout dans le pays, réclamant leur réouverture. De nouvelles manifestations rassemblent des milliers de personnes en Allemagne, en Suisse, en Grande-Bretagne, en Bulgarie ou encore en Autriche pour dénoncer les mesures sanitaires contre la pandémie restreignant les libertés.
En avril 2021, une manifestation contre les nouvelles restrictions rassemble jusqu’à 300 personnes à Helsinki (Finlande) alors que les rassemblements publics de plus de six personnes sont interdits en raison de la pandémie du Covid-19. Elles ont donné lieu à vingt arrestations.
Le 21 avril 2021, à Berlin, une manifestation contre les restrictions se tient, alors que la loi renforçant les pouvoirs du gouvernement fédéral, dans la lutte contre la troisième vague de la pandémie est votée. La police disperse les quelque 8 000 manifestants, qui refusaient de quitter les lieux.
Le 24 avril 2021, au Royaume-Uni et en Suisse, des milliers de manifestants se mobilisent contre les restrictions anti-Covid. À Londres, plusieurs organisations avaient appelé les Britanniques à manifester contre les dernières mesures de confinement encore en vigueur, ainsi que contre la potentielle mise en place de passeports vaccinaux.

### Restriction pour la pratique des cultes
Dans de nombreux pays, les rassemblements religieux sont interdits.

#### Culte catholique
L’Église catholique conteste l’interdiction des messes. Les pratiquants catholiques s'élèvent parfois contre l'interdiction de la messe. Des interdictions vont jusqu'à s'étendre aux messes en plein air.
En Suisse, le nombre de participants aux messes est limité à dix personnes.
Les évêques de France jugent l’interdiction de rassemblement religieux portant atteinte à la liberté de culte. En conséquence, le président de la conférence des évêques de France dépose en novembre 2020 un recours devant le conseil d'État. Pendant Pâques 2020 l’interdiction de regroupement interdit aux pratiquants catholiques de se rendre à la messe; le pape célèbre seul dans la basilique de saint pierre la messe qui est radiodiffusée. Le confinement interdisant les rassemblements religieux, les 4 468 catéchumènes devant se faire baptiser à Pâques, ne sont pas baptisés.

#### L'islam et le coronavirus
L’islam, comme par ailleurs la plupart des religions, a été affecté par la crise du coronavirus. Les mesures de distanciation physique mises en place dans beaucoup de pays en 2020, ont rendu impossible les rendez-vous religieux dans les lieux de culte. La Mecque, ville sainte pour les musulmans qui accueille normalement des milliers de fidèles en pèlerinage, s’est retrouvée déserte.

#### Impact sur le bouddhisme
En ce qui concerne le bouddhisme, quand les villes du monde ont été confinées, les monastères et espaces zen sont restés ouverts. Plusieurs communautés bouddhistes ont permis à leurs fidèles de suivre des cours de méditations en ligne.
C’est une époque spirituellement sensible. D'ailleurs, le frère Chân Pháp Hữu a exprimé publiquement, la peur ressentie dans les monastères.
La majeure partie des rites a été empêchée à cause de la distanciation sociale. Par exemple, lors des cérémonies de naissances bouddhistes, les offrandes faites aux moines ou au Bouddha, n'ont pu avoir lieu. Par ailleurs, les pratiques pour accéder au nirvana, à des pèlerinages ou entre autres aux lectures du Tripitaka ont été annulées.
Enfin, le plus grand bouleversement pour les familles bouddhistes a été l'impossibilité d'accomplir les rites pré-funéraires et funéraires.

### Impact sur les élections
Malgré la Covid-19, les Américains ont voté en masse pour l'élection présidentielle de novembre 2020 entre autres grâce à un système de vote par correspondance et au vote par anticipation en bureau de vote dans les semaines précédant l'élection, permettant une anticipation du « jour J ». Le taux de participation est au plus haut depuis plus d'un siècle (les experts prédisent qu'il pourrait atteindre les 67 %), 144 millions de votes, un niveau jamais atteint jusqu'ici aux États-Unis.
Des élections et des votes populaires sont reportés : 58 pays ont choisi de reporter leurs scrutins à cause du Covid-19. Le succès des élections dépend de deux critères : le consensus politique et une autorité électorale compétente, qui communique clairement sur les conditions sanitaires du vote.
Le référendum constitutionnel du 29 mars 2020 en Italie est reporté.
Les pays d'Afrique qui devaient organiser des élections au cours du second semestre 2020 devront décider s'il faut aller de l'avant ou reporter à une date ultérieure. Des enseignements précieux ont été tirés des élections importantes qui se sont tenues lors des précédentes épidémies d'Ebola.
En août 2020, l’exécutif de Hong Kong annonce le report d’un an des législatives prévues en septembre 2020 mettant en avant la menace du Covid-19. Selon l’opposition, c'est un prétexte. Celle ci comptait capitaliser lors de ce scrutin sur sa popularité acquise lors des manifestations de 2019. La Chine va imposer un contrôle renforcé des candidats aux élections à Hongkong.
En janvier 2021, au Portugal, l'élection présidentielle se déroule en plein confinement. Le taux d’abstention se situe à plus de 50 %. Les analystes redoutaient une abstention bien plus importante en raison de l’explosion des cas de coronavirus. Le pays occupe, la semaine de l'élection, le premier rang mondial en nombre de nouveaux cas et de décès par rapport à sa population.
En avril 2021, le Chili repousse d’un mois l’élection de l’Assemblée constituante. Selon le gouvernement et les parlementaires, la forte recrudescence des contaminations au SARS-CoV-2 ne permettait pas d’assurer de bonnes conditions sanitaires ni une participation suffisante.
En mai 2021, malgré la pandémie du Covid-19, plus de 5,1 millions d’électeurs se sont déplacés pour l'élection régionale à Madrid en Espagne. La participation est estimée à 75%, soit une hausse de plus de 10 points par rapport au précédent scrutin. Cette très forte mobilisation refléte la portée nationale du scrutin.

#### France
En France, les élections municipales françaises de 2020 sont organisées dans des conditions d’hygiène renforcées mais l'abstention n'en est pas moins massive.
Lors du 1er tour on compte autour de 45 % de participation. Jamais la participation à un scrutin de municipales n'a été aussi faible. Le vote organisé alors que le gouvernement a décrété la fermeture de tous les « lieux recevant du public non indispensables à la vie du pays »
suscite des controverses et de nombreux responsables politiques demandaient le report de ce premier tour,,. Selon un sondage, 39 % des abstentionnistes ne souhaitaient pas se rendre dans un bureau de vote à cause du coronavirus.
Le maintien du second tour des municipales, initialement prévu le 29 mars et reprogrammé au dimanche 28 juin 2020, fait face à une abstention record sur fond de crise du Covid-19 de l'ordre de 60 %.
Le second tour des élections municipales en France, pour les communes n'ayant pas élu leur maire dès le premier tour, est organisé le dimanche 28 juin 2020, avec des précautions sanitaires exceptionnelles dues à l'épidémie de Covid-19 : port du masque obligatoire dans les bureaux de vote, gel hydroalcoolique et priorité aux personnes vulnérables pour voter.
En France, l’Assemblée nationale adopte à l’unanimité un projet de loi de report des élections régionales et départementales aux 13 et 20 juin 2021 (initialement prévus en mars 2021).

### Report de réformes
En France, la réforme des retraites ainsi que la réforme de l'assurance chômage, contestées politiquement (et socialement) sont suspendues jusqu'à nouvel ordre.

### Critique des gouvernements
En mai 2020, les Français ont été l'un des peuples les plus critiques envers leur gouvernement en Europe, selon un sondage rapportant 66 % de désapprobation.
Au Québec, Un rapport d'étape administratif d'octobre 2020 met en avant une mauvaise communication lors de la première vague de la pandémie qui aurait entamé la confiance des Français dans les autorités médicales, scientifiques et politiques : « la confiance a été ébranlée au début de la crise par les polémiques sur les masques et, dans une moindre mesure, sur les tests ».
Une étude d'opinion de l’institut OpinionWay, commandée par le Cevipof de Institut d'études politiques et publiée en février 2021, enquête sur l'état d’esprit des habitants de France, d’Allemagne, du Royaume-Uni et de  l’Italie. En tant que « baromètre  de  la  confiance  politique », il étudie, en particulier, le ressenti sur la gestion de la situation épidémique de Covid-19. Il en ressort la lassitude et la fatigue des Européens mais aussi leur capacité de résilience. Les habitants sont aussi critiques à l’égard des gouvernements ou exécutifs et inquiets quant aux conséquences économiques de la Covid-19, ils basent leur espoir d'un retour à la normale sur la vaccination.
Au Québec, certains ne sont pas d’accord sur le fonctionnement et décisions prises face au virus mondial et profitent de la situation pour critiquer en entier le gouvernement.  On vient à se demander si notre démocratie est une bonne démocratie égalitaire ou bien une monarchie où on ne peut décider ensemble. Le problème lié à cet événement consiste au niveau d’égalité pour les choix de la société. Effectivement, les décisions prises pour cette pandémie se basait sur l’opinion des experts et de la santé publique. Les citoyens laissaient donc leur place de vote en faisant confiance à ses experts parce qu’ils seraient mieux placés que nous pour ce problème. Le problème de cette démocratie est que les décisions sont prises sans la considération de l'opinion publique.
Pour que la démocratie actuelle soit une vraie démocratie, c’est-à-dire égalitaire, un consensus aurait dû être pris avec chacun des Québécois ayant le droit de vote.  Cependant, bien que ce principe soit égalitaire et que tous puissent avoir leur mot à dire, les choix n’auraient peut-être pas été les meilleurs. Pour ou contre le couvre-feu, pour ou contre le port de masque ou bien pour ou contre la fermeture des écoles, des commerces prioritaires et des frontières. Ces enchainements de décisions n'auraient pas eu les mêmes résultats sur le nombre de cas et de décès. Alors, un vote aurait pu se faire au début de la pandémie à savoir si nous laissons réellement les décisions aux experts ou bien nous voulons régler cette pandémie auquel tous pourraient voter sur ces dilemmes.

## Conséquences sociales

### Usage d'internet et fracture numérique
Les mesures sanitaires visant à limiter les contacts physiques entre personnes mènent rapidement à un usage accru des technologies numériques de l'information et de la communication.
Ainsi, l'Institut national de l'audiovisuel français note que « tous les pays qui ont instauré un confinement pour faire face à la pandémie de Covid-19 » ont connu une « explosion record » de la consultation d’informations en ligne, les médias battant de plus des records d'audience. La pandémie tendrait à accélérer les transformations des usages médiatiques ou socio-numériques et de l'espace public en ligne, sans toutefois constituer un bouleversement radical.
Au cours de la pandémie de Covid-19, le télétravail a été proposé chaque fois que cela était possible dans toute l'Europe.
La pandémie entraîne également de manière très significative le choix des décideurs de préconiser et favoriser l'enseignement à distance. De très nombreuses écoles, universités et instituts de formation basculent rapidement vers un enseignement à distance, avec des fermetures d'écoles dans 191 pays à la mi-avril, touchant 1,5 milliard d'élèves et 63 millions d'enseignants du primaire et du secondaire. Cet enseignement recours massivement aux moyens numériques, ce qui crée des problèmes d'accès à l'éducation pour de très nombreuses personnes, les infrastructures numériques, les compétences et l'équipement des institutions et des élèves étant très divers. Le problème posé par cette fracture numérique mène à des appels à utiliser d'autres médias pour l'apprentissage, comme les émissions de radio et de télévision. Des problèmes d'adaptation se posent également dans les pays et institutions bien équipés,.
De manière générale, la pandémie entraîne une hausse du temps d'écran, y compris chez les enfants, menant à des risques accrus pour ces derniers, notamment de cyberharcèlement, de pédocriminalité et d'exploitation sexuelle.

### Pauvreté et inégalités
Un million de Français ont basculé dans la pauvreté au cours de la crise sanitaire. Les étudiants, les intérimaires, les chômeurs, mais aussi autoentrepreneurs et artisans constituent les catégories les plus vulnérables. L’aide alimentaire a considérablement augmenté. La Fédération française des banques alimentaires a ainsi augmenté ses distributions de 25 %. Le ministère de la Santé estime, début septembre, que 8 millions de personnes ont besoin de cette aide, alors qu’elles n’étaient que 5,5 millions en 2019.
La chef économiste de l'OCDE, Laurence Boone, indique en décembre 2020 que la France devrait retrouver courant 2022 sa situation économique de 2019, tout en précisant que la situation sociale sera « pire » qu'avant la pandémie en raison de l’augmentation des inégalités : « On n'a jamais vu une crise aussi inégalitaire: non seulement le Covid affecte les personnes qui vivent dans de mauvaises conditions, qui font des métiers difficiles, qui doivent prendre les transports en commun, mais les secteurs qui sont touchés le plus, ce sont ceux qui concentrent le plus de jeunes, de moins qualifiés, et de contrats précaires. D'autant que, de l'autre côté de l'échelle sociale, la crise n'a pas empêché les ménages les plus aisés de continuer de s'enrichir, notamment ceux détenant un patrimoine financier et qui ont bénéficié du dynamisme des marchés boursiers, abreuvés de liquidités par les banques centrales. »
Selon la Banque mondiale, 150 millions de personnes dans le monde ont plongé dans la pauvreté à cause des effets de la crise sanitaire.
D'après le magazine économique Forbes, entre le 18 mars et le 19 mai 2020 « la valeur nette des 600 plus grosses fortunes américaines a augmenté de 434 milliards de dollars », une augmentation de 15 %. Début décembre, cette augmentation s'élève à plus de 1 000 milliards de dollars.
Selon Oxfam, il a fallu neuf mois aux plus riches pour retrouver leur niveau de fortune d'avant la pandémie ; il faudra plus de dix ans aux personnes les plus pauvres pour s'en relever. Selon la Banque mondiale, si les pays du monde « interviennent sans attendre pour réduire les inégalités », la pauvreté pourrait revenir à son niveau pré-Covid « en seulement trois ans ».
Selon La Presse, les leaders afroaméricains demandent une révision des politiques systémiques qui ont rendu leur communauté plus vulnérable à la Covid-19.

### Revenu de base d'urgence et revenu universel de base
En mars 2020, plus de 500 universitaires et personnalités du monde entier ont signé une lettre ouverte exhortant les gouvernements à mettre en place un revenu de base d'urgence pendant la pandémie.
Ses partisans ont affirmé qu'un revenu de base d'urgence pourrait apporter un soutien vital aux petites entreprises et aux indépendants, dont beaucoup ont été négligés dans les plans de relance financière des gouvernements pendant la pandémie.
Le 15 juin 2020, l'Espagne — l'un des pays les plus durement touchés au début de la pandémie — a proposé des paiements mensuels de 1 015 € (1 145 $) aux familles les plus pauvres du pays. L'Allemagne a annoncé en août qu'elle mettait à l'essai un tel système dans le cadre d'une étude de trois ans, en accordant des paiements mensuels de 1 400 dollars (1 200 euros) à 120 Allemands et en visant à comparer les résultats avec ceux de 1 380 personnes qui ne reçoivent pas ces paiements,.
En Espagne, le programme, qui soutient 850 000 ménages, a été le plus grand test à ce jour d'une idée appelée revenu de base universel (RBI) - dans laquelle les gens reçoivent un paiement en espèces chaque mois qu'ils peuvent dépenser comme ils le souhaitent. Des millions de personnes ont perdu leur emploi alors que l'économie se contractait rapidement, mettant ainsi en danger les citoyens les plus vulnérables.
L'idée de mettre en place un revenu universel de base après la pandémie, de manière permanente dans le monde a été soutenue par des économistes, comme une mesure de justice distributive, et par des professionnels du Programme des Nations unies pour le développement,.

### Effets sur la vie privée et les modes de sociabilité
Les mesures de confinement ont profondément transformées les modes de sociabilité des habitants d'un certain nombre de villes. Ainsi, à Rome, Sofia Scialoja raconte que désormais, la jeunesse romaine utilise de nombreuses applications comme Houseparty pour compenser l'impossibilité de se retrouver à l'extérieur, les rendez-vous galants se font désormais en tenue de sport, car le sport est une des raisons valables pour sortir, ou avec son chien, qu'il est encore autorisé de sortir, et les balcons se remplissent chaque soir de spectacles improvisés de citoyens désœuvrés. Le confinement s'est par ailleurs accompagné de façon plus générale d'un accroissement des tâches domestiques, majoritairement assumées par les femmes,,. En France, on note que le confinement a été marqué d'une augmentation de la pratique de revenge porn via l'application Snapchat.
L'impact social du confinement due à la crise sanitaire a été fort marqué dans les relations amoureuses (couples dont les conjoints vivent séparément). Le confinement a fait que les habitants ne peuvent pas sortir de chez eux, même si les raisons présentées sont liées à des raisons conjugales. Il est donc important de relever les impacts liés aux liens sociaux en ce qui concerne les couples physiquement séparés.
Les liens sociaux subjectifs de la population ont été relativement peu compromis par les mesures de distanciation physique mises en place pour lutter contre la pandémie ce printemps. Les liens conjugaux ont été rompus par la séparation d’un événement imprévu. Cette modification a été péjorative pour le couple dont les conjoints sont séparés physiquement, n’habitant pas sous le même toit. Un des fondements du lien social c’est le processus de socialisation dans lequel le couple intervient. Tout peut se déstabiliser avec une simple séparation subite et temporaire.  

### Répartition des tâches domestiques
Avec le confinement, la répartition des tâches domestiques au sein d’un couple à la maison a changé. On peut définir les tâches ménagères comme l'ensemble des tâches d’entretien matériel des membres du ménage, de son logement et de son équipement. En effet le confinement a eu des conséquences au niveau des familles et leur organisation. Le temps total consacré aux taches domestiques s'est généralement accru au sein des ménages. Avec les confinement, il y a eu redistribution des taches ménagères au sein d'un couple. Le partage reste assez inégal : les hommes ont une participation nettement plus faible que les femmes, à part pour les taches qui exigent que l'on sorte de chez soi, comme les courses.

### Violences domestiques
À fin mars, le nombre de signalements de violences conjugales est en hausse de 30 %.
Pour faire face à cette augmentation, le ministre français de l'Intérieur, Christophe Castaner annonce qu’un système d’alerte est mis en place dans les pharmacies. Les personnes victimes de violences conjugales peuvent utiliser un code, comme « masque 19 » pour donner l’alerte. Cette technique qui fonctionne déjà en Espagne semble porter ses fruits en France.
Au Canada, les femmes et les enfants font face à des obstacles pour accéder aux services sociaux, car ces services sont passés à l'offre de services à distance. La gravité et la fréquence de la violence domestique ont augmenté dans le pays depuis mars 2020. Cette augmentation semble être le résultat du stress causé par la pandémie, certaines failles dans le système judiciaire et une réduction du soutien social pour les familles. Le confinement lors de la pandémie a empêché un nombre considérable de femmes d'exercer leur indépendance en raison d'une perte de leur revenu ou de leur identité publique ainsi qu'une hausse de responsabilité au niveau des enfants et des aînés causée par le fermeture de certains lieux physiques (écoles, centres d'aides, etc.). Maryam Monsef, ministre canadienne des Femmes et de l'Égalité des genres, a ciblé une augmentation de la violence sexiste de 20 à 30% dans certaines régions du Canada à la suite des mesures de confinement liées à la Covid 19. Les services pour les victimes canadiennes à travers le pays ont été touchés en raison d'un manque d'accessibilité aux ressources nécessaires pour aider leurs clients alors qu'ils passent à un mode de travail à distance en début de pandémie. Cela affecte entre autres l'accessibilité à l'aide juridique et au logement, l'accès à l'aide médicale et les services de santé mentale. La ligne téléphonique Battered Women en Colombie-Britannique a signalé un doublement des appels en mars 2020 par rapport à mars 2019 ainsi qu'un triplement d'avril 2019 à avril 2020, suivi d'une stabilisation au niveau de 2019 au cours de l'été à mesure que les restrictions de confinement s'assouplissent. À Toronto, l'Assault Women's Hotline a répondu à 55 000 appels entre mars et septembre 2020 et 11 630 autres ne sont pas passés ou ont été abandonnés avant la connexion.
Le nombre de déclarations faites à la police par des victimes de violence conjugale est en hausse au Québec. Depuis la pandémie, les individus ont pris davantage conscience de la violence faite dans les lieux plus privés. Les mesures sanitaires ont fait en sorte que les femmes soient piégées dans leurs lieux de résidence en permanence avec leurs agresseurs. De plus, la perte d’emploi, l’économie et l’anxiété propagée par la population crée pour certains une atmosphère peu agréable à la maison. Claudine Thibaudeau, porte-parole de l’organisme SOS violence conjugale, affirme que le nombre d’appels téléphoniques que reçoit son organisme est passé de 41 000 par année en 2020-2021 à 58 000 pour l’année qui s’est terminée en mars 2022 : « C’est une hausse importante », dit-elle. Elle affirme que ces chiffres ne démontrent pas nécessairement plus de cas de violence, mais il y a une plus grande dénonciation de la part des victimes.
La violence conjugale est majoritairement vécue par les femmes, peu importe la culture, le statut social ou le revenu. Les recherches sur le sujet démontrent que la violence conjugale est issue de rapports historiquement inégaux entre les hommes et les femmes.
Selon la journaliste Marie-France Coallier: "Le lien direct tracé entre la violence conjugale et les mesures de confinement s’explique par le fait que les comportements violents envers les femmes auraient atteint un sommet en février et octobre 2021, lors de vagues intenses de propagation du virus où des restrictions sévères étaient imposées. À l’inverse, les taux étaient à leur plus bas en juin de la même année alors que le Québec profitait d’un relâchement estival accompagné d’un déconfinement."  Toutes les ressources d'aide étaientt beaucoup moins accessible pendant la pandémie.

### Sécurité routière
La pandémie de Covid-19 a eu un effet sur la sécurité routière, dû à un moindre usage de la voiture (confinement, limitation de voyage, couvre-feu…), dans des pays comme le Royaume-Uni et l'Australie. Par exemple, en Australie on compte 1 106 tués en 2020, soit 6,7% de moins que l'année précédente.
En France métropolitaine, 2 550 personnes sont mortes sur les routes en 2020, c'est le nombre le plus bas de l'histoire, et inférieur aux 3 244 personnes décédées sur les routes en 2019(ce qui correspond à une baisse de 21 %), soit 694 vies sauvées .
À l'échelle de la France entière la baisse de mortalité est de 716 vies sauvées (20 %) en passant de 3 498 tués en 2019 à 2 782 en 2020.
Sur les routes hors agglomération de France métropolitaine, la baisse de mortalité est de 23 %.

### Usage des transports publics
En 2020, les entreprises du secteur des transports publics enregistrent une baisse importante des usages(par exemple − 43 % de fréquentation sur les réseaux de la RATP). Ils sont en attente de la reprise de la fréquentation.

### Relations entre grands-parents et petits-enfants
Hans Kluge, responsable pour l’Europe de l’OMS affirme que 50 % des victimes européennes du coronavirus résidaient dans des établissements pour les personnes âgées et handicapées. « La France a oublié ses personnes âgées ».
En France, selon le journal québécois, Le Devoir, « la pandémie a accentué la stigmatisation des personnes âgées ». Un exemple est que les autorités françaises n’ont pas comptabilisé le nombre de décès résultant du Covid-19 dans les maisons de retraite. « Faut-il en conclure que leurs décès étaient insignifiants par rapport à ceux des jeunes adultes ? » Certains ont été « sacrifiés [...] pour ne pas surcharger les services de soins intensifs ». Pour ces raisons, les personnes âgées ont eu des attitudes différentes.
Certains s'isolent, une étude réalisée par l’université de Michigan, montre qu’entre mars et juin 2020, aux EUA, 56 % des personnes à l’âge entre 50 et 80 ans se sentaient isolées, comparé à 27 %, le résultat obtenu lors d’une recherche analogue en octobre 2018.
D’autres ont maintenu le contact à travers l’utilisation de réseaux sociaux (70 % des sujets de cette même étude) ou par des visioconférences (57 % des sujets). Pourtant, cela n’a pas diminué les sentiments d’isolement (58 % des sujets ayant utilisé les réseaux sociaux face à 51 % pour ceux qui n’avaient pas utilisé ceux-ci). Presque la moitié des sujets ont déclaré avoir maintenu des interactions avec leurs voisins.
Pour les grands-parents qui s’occupaient déjà de leurs petits-enfants en raison de l’impossibilité des parents, il a été observé qu'en raison des différentes difficultés telles que perte d’emploi et soin quotidien de leurs petits-enfants leur a augmenté le niveau de stress parental et la détresse mentale menant à des actions telles qu'agression psychologique et corporelle et négligence envers les enfants, d’après une étude parue dans le Journal of Family Violence.
Actuellement, il y a un débat entre « sacrifier les plus vieux et sauver les jeunes ». On considère que ce sont ces derniers qui sont les plus affectés. Nous observons un vrai développement de l’âgisme (phénomène regroupant les stéréotypes, les préjugés et la discrimination dont sont victimes les personnes en raison de leur âge.) qui est de plus en plus évident aux EUA, le phénomène aurait été « amplifié pendant la pandémie ». L’expression #BoomerRemover avec 700 000 likes et 65 000 posts est le nouveau surnom qu’ont donné les jeunes Occidentaux au Covid-19 montre que ce fait est aussi présent dans d’autres pays.
La pandémie attise les tensions entre la génération des baby boomers, accusée d'être plus favorisée, et les générations plus jeunes,.

### Vie dans les EHPAD
Cette épidémie a touché toute la population et notamment les personnes âgées, handicapées, atteintes de polypathologies ou souffrant de problèmes psychiatriques, vivant dans les établissements médico-sociaux, ont été les grands oubliés du système de santé qui, dans l’urgence, s’est en effet d’abord organisé autour de l’hôpital.
Interdiction des visites dans les EHPAD, isolement dans les chambres… Certaines mesures de protection des personnes âgées ou vulnérables prises durant la pandémie de Covid-19 posent question.
Pour de nombreux résidents, l’environnement familial ou amical est le seul lien qui les rattache au monde extérieur et leur raison essentielle de vivre. Les en priver durablement risquerait de provoquer une altération de leur état de santé de façon irrémédiable. Si la logique est de ne prendre aucun risque, sa contrepartie produit misère et souffrance. La responsabilité du politique, c’est justement de savoir prendre des risques. Si j’entends bien les mesures de protection, il faut toujours mettre en tension ce qui est pertinent sur le plan de la santé publique et ce qui l’est sur le plan de la santé individuelle.

### Baisse de la natalité
En janvier 2021, un effondrement de la natalité en lien avec la pandémie est constaté dans plusieurs pays.

## Conséquences scolaires
Les mesures de fermeture des écoles prises dans de nombreux pays ont des conséquences particulièrement graves pour les enfants des milieux défavorisés.
Le confinement et l'école deux jours sur quatre, alternativement en présentiel et en distanciel (mars à juin 2020 en France), a brisé la relation entre les enseignants et les élèves et fait ressentir une fracture numérique des élèves d’écoles, de collèges, de lycées et d’universités n’ayant pas d’ordinateur ou pas assez performant ou ayant une trop mauvaise connexion ou connexion limitée avec petite enveloppe de données. 4% des élèves soit 500 000 élèves ont décroché au total. De plus, le brevet et le bac 2020 sont notés sur la base du contrôle continu, ce qui est totalement inédit en France depuis mai 1968.
L'obligation de porter un masque en classe décrétée en France a des « effets alarmants ».
Jean-Paul Brighelli, de même que des collectifs de parents,,, dénoncent les dégâts causés par l'obligation faite aux enfants (6 - 10 ans) de porter un masque à l'école , à partir de septembre 2020.
En raison de la fermeture des universités, le mal-être des étudiants, confinés dans de petits logements, contraints aux cours en distanciel, sans petits boulots ni liens sociaux, est préoccupant.
En raison de la pandémie, l'Olympiade mathématique internationale de 2020 et l'Olympiade mathématique internationale de 2021 ont dû être organisées depuis le pays de chaque participant.

## Conséquences judiciaires
En France, 6 600 condamnés auraient bénéficié de libérations anticipées dues à la pandémie de covid 19 et une trentaine d'entre eux auraient été réincarcérés,.

## Conséquences sur la santé publique

### Jugulation des épidémies hivernales habituelles
Les mesures sanitaires prises pour faire face à la pandémie de Covid-19 ont eu pour effet de juguler les épidémies hivernales habituelles de grippe, bronchite ou gastro-entérite
Des souches grippales comme la souche H3N2 (grippes A) ou la souche Yamagata (grippes B) n’ont plus été détectées dans les tests nasopharyngés des malades depuis mars 2020.

### Retards dans la prévention et prise en charge d'autres maladies
La prise en charge des maladies chroniques est notamment retardée.
La saturation des hôpitaux, du personnel malade, et la réorientation de moyens humains et financiers vers le traitement des Covid-19, lors des périodes de pic pandémique et de confinement, on a observé une diminution ou un ralentissement de nombreux services hospitaliers et ambulatoires dédiés à d'autres maladies, avec notamment :
- une quasi-interruption des opérations chirurgicales non essentielles (ex : -97 % des chirurgies électives du genou en Belgique) et des consultations externes (ex : -91 % en Belgique, où à respectivement quatre et 21 semaines après la reprise des soins électifs, 67 % et 89 % des chirurgies électives avaient néanmoins reprises (avec donc un certain nombre de patients traités avec retard par rapport à la normale), et 81 % et 91 % des consultations ambulatoires[250] ;
- Une diminution mondiale de près de 64 % des diagnostic (échocardiogramme, Échographie transœsophagienne, angiographie coronarienne et test d'effort) et de traitement des maladies cardiovasculaires dans le monde (lors des premiers mois de la pandémie, d'après un questionnaire à plus de 900 institutions médicales de 108 pays fait par de l'AIEA. La diminution a été plus importante dans le pays pauvres (-81 % dans les quatre pays pauvres ayant participé à l'enquête)[251] ;
- La médecine nucléaire (traitement du cancer…) selon l'AIEA (septembre 2020) a aussi été affectée. Selon 434 réponses venues de 72 pays à une enquête de l'AIEA, les procédures de diagnostic ont en début de pandémie diminué (en moyenne) de 54 % ; les scanners TEP/CT ont diminué de 36 %, les scintigraphies pulmonaires de 56 %, les scintigraphies osseuses de 60 %, les études myocardiques de 66 % et les études thyroïdiennes de 67 %. 81 % des centres interrogés pratiquaient des thérapies aux radionucléides (réduites de 45 % en moyenne pour la période d'enquête) [252];
- la télésanté a été utilisée en 2020 dans 60 % des centres des pays à revenu élevé, dans 50 % environ de pays à revenu intermédiaire et dans aucun des pays les plus pauvres[251].

En mobilisant le corps médical, en débordant les hôpitaux et en détournant de nombreux budgets de recherche et de prévention, la pandémie a aussi fortement freiné la prévention, le dépistage et le traitement d'autres maladies infectieuses mortelles. Un article du Lancet en 2020 puis un rapport du Fonds mondial en 2021, ont alerté sur le recul des efforts faits en 2019 et 2020 contre le VIH, la tuberculose (TB) et le paludisme dans plus de 100 pays à revenus faibles ou moyens. Il a conclu que la COVID-19 a été le revers le plus important dans la lutte contre le VIH, la tuberculose et le paludisme rencontré par le Fonds mondial depuis sa création 20 ans plus tôt ; « les effets d'entraînement sur le VIH, la tuberculose et le paludisme pourraient dépasser l'impact direct du COVID-19 ».
- VIH : beaucoup des patients vivant avec le VIH ont reçu des médicaments antirétroviraux (+ 9 % entre 2019 et 2020) grâce au fait qu'on leur a fourni des médicaments pour plusieurs mois pour éviter les visites fréquentes chez le médecin. Par contre le nombre de personnes touchées par les distributions de préservatifs ou d'aiguilles et seringues propres a chuté de 11 % (en moyenne), pendant que les tests de dépistage diminuaient de 22 % entre 2019 et 2020, retardant le traitement et favorisant de nouvelles contaminations[253]. Le nombre de tests s'est effondré entre 2019 et 2020 dans la plupart des pays (12 millions de tests en moins en Inde, et plus de 4 millions en moins en Ouganda, seuls le Congo et le Nigéria ont progressé). Au Malawi, « en raison de fake news circulant sur leur sécurité, de nombreuses femmes et jeunes filles hésitent à demander des soins médicaux de peur d'être vaccinées »[253].
- pour la tuberculose (maladie infectieuse qui tue le plus dans le monde, avec environ 4000 morts/jour)[255], en dépit d'alertes d'épidémiologistes appelant à ne pas cesser la lutte contre cette maladie en période pandémique[256],[257],[258],[259], les salles d'isolement et outils de diagnostic, ainsi que les pneumologues ont été détournées vers les malades de la Covid, faisant que le nombre de tests pour la tuberculose a entre 2019 et 2020 chuté de 18 % (environ un million de personnes tentées en moins), et « pour la tuberculose ultrarésistante, la baisse était de 37 % ». Les cas de co-infection tuberculose-Covid posent des problèmes  particuliers[260],[261],[262]. Le suivi de la santé des migrants a aussi été rendu difficile[263]. La tuberculose avait tué environ 1,4 million de personnes en 2019, ce chiffre risque d'augmenter[253].
- le paludisme semble stabilisé mais à des taux encore inacceptables (400 000 morts/an pour 220 000 millions de cas/an). Les distributeurs de moustiquaires imprégnées d'insecticide, qui ont réussi à s'adapter à la pandémie (+17 % de moustiquaires distribuées entre 2019 et 2020), mais le nombre de test a diminué de 4,3 % dans la même période selon l'OMS[253].

### Éthique et tri des patients pour admission en soins critiques
Le nombre de lits de réanimation, associé au personnel médical nécessaire pour les servir, a été un des paramètres pour décider la politique publique face à l'épidémie. Même s'il y a eu une mobilisation pour augmenter les capacités, les hôpitaux doivent faire face au choix des patients à admettre en soins critiques. C'est aussi « l’aboutissement d’une réflexion éthique », « Nous serons contraints de faire un tri des patients afin de sauver le plus de vies possible. Ce tri concernera tous les patients, Covid et non Covid, en particulier pour l’accès des patients adultes aux soins critiques »,,.

### Santé mentale
La pandémie de Covid-19 entraîne une dégradation générale de la santé mentale (dépression, troubles du sommeil, troubles alimentaires, anxiété, pensées suicidaires...). Elle touche particulièrement les personnes âgées, les malades du Covid-19 et les soignants, les enfants, adolescents et étudiants, mais aussi des dirigeants d'entreprise, les chômeurs, les artisans et les commerçants, les femmes et étudiants en précarité ou en télétravail.
La pandémie de Covid-19 aura un impact « à long terme » sur la santé mentale, alerte l’OMS qui estime que « ce n’est pas juste la contamination, ou la peur d’être contaminé qui a affecté la santé mentale de la population ». « Le stress procuré par les inégalités socioéconomiques et les effets de la quarantaine, du confinement, de la fermeture des écoles et des lieux de travail ont eu des conséquences énormes ». Une étude australienne estime qu'en 2020, les troubles anxieux et la dépression ont augmenté de plus de 25 % dans le monde, notamment chez les femmes et les plus jeunes.

### Neurologie
Le vieillissement cérébral aurait été accéléré de quelques mois pendant la pandémie.

### Cancers
Selon l'étude OnCovid (patients de 18 ans et plus à antécédents de malignité solide ou hématologique, diagnostiqués pour le SRAS-CoV-2 entre le 27 février 2020 et le 14 février 2021, ayant survécu à la maladie et recrutés dans 35 hôpitaux de Belgique, France, Allemagne, Italie, Espagne et du Royaume-Uni), les variants en circulation à ces dates ont laissé des séquelles post-Covid-19 chez jusqu'à 15 % de ces patients. La Covid-19 affecte alors négativement leur survie et les résultats oncologiques post-guérison. Les traitements anticancéreux systémiques peuvent néanmoins être poursuivis en toute sécurité chez les patients qui y sont éligibles.

## Conséquences environnementales
La diminution importante de l'activité humaine a des conséquences immédiates sur l'environnement.
Dans le cadre du « Green Deal », dix-sept ministres européens (Autriche, Danemark, Finlande, Italie, Lettonie, Luxembourg, Pays-Bas, Portugal, Espagne, Suède, France, Allemagne, Grèce, Slovaquie, Irlande, Slovénie et Malte) signent un texte sur le site climatechangenews.com pour une relance environnementale économique post Covid-19. Cette « réponse européenne commune » a pour vocation de développer d'autant plus les investissements dans la mobilité durable, l’énergie renouvelable, la restauration des bâtiments, la recherche et l’innovation et enfin, l’économie circulaire. La Commission présentera un plan d’évaluation d'impact de ses objectifs pour 2030 d’ici septembre 2020. Elle annonce également réduire de 50 à 55 % les émissions de gaz à effet de serre en comparaison aux niveaux de l’année 1990.

## Conséquences sportives
De nombreuses compétitions sportives sont suspendues ou annulées en raison de la pandémie.

### Athlétisme
- En athlétisme, les championnats du monde en salle prévus en mars 2020 à Nankin sont reportés en mars 2021[275] puis 2023[276] et les championnats du monde qui devaient se dérouler en août 2021 à Eugene (Oregon) sont repoussés d'un an en septembre 2021 à cause du report des JO de Tokyo[277].
- Le marathon de Tokyo est annulé pour la catégorie amateurs[278], celui de Pyongyang est annulé[279], et celui de Paris, initialement prévu le 5 avril, est reporté au 18 octobre[280]
- Le semi-marathon de Paris est reporté au 6 septembre[281],[282] et les championnats du monde de semi-marathon initialement prévus le 29 mars sont reportés au 17 octobre[283].
- Les championnats de France de cross-country sont annulés[284].

### Basket-ball
En basket-ball, la NBA, les championnats de France (Jeep Elite), d'Italie (Lega A), d'Allemagne (BBL) sont suspendus, ainsi que toutes les compétitions européennes (EuroLigue, EuroCoupe, Ligue des champions)[réf. nécessaire].

### Biathlon
- La dernière étape de la Coupe du monde de biathlon, prévue à Oslo du 16 au 23 mars, est annulée[réf. nécessaire] ;
- L'avant-dernière étape de la Coupe du monde de biathlon, se déroulant à Kontiolahti est amputée de ses deux dernières courses prévues le 16 mars : le relais mixte et relais simple mixte[réf. nécessaire].

### Cyclisme sur route
- Les deux dernières étapes du Tour des Émirats arabes unis 2020 en cyclisme sur route sont annulées[285] ;
- L'édition 2020 des Strade Bianche, course cycliste professionnelle[286] ;
- Les éditions 2020 de Milan-San Remo, Tirreno-Adriatico et du Tour de Sicile, courses cyclistes professionnelles[287] ;
- Les éditions 2020 du E3 BinckBank Classic et de Gand-Wevelgem, courses cyclistes professionnelles[288] ;
- La dernière étape de Paris-Nice 2020 est annulée[289] ;
- Le Tour d'Italie 2020 qui devait partir de Hongrie le 9 mai est reporté à la suite de la décision des autorités hongroises de refuser d'organiser les 3 premières étapes sur leur sol[290],[291] ;
- Le 15 mars 2020, l'UCI demande aux organisateurs d'annuler toutes les courses professionnelles jusqu'au 4 avril[292]. Dans la foulée, de nombreuses courses annoncent leur report ou leur annulation, tels le Tour du Pays basque et le Tour des Alpes[293].
- Les éditions 2020 des classiques Paris-Roubaix, de la Flèche wallonne et de Liège-Bastogne-Liège sont annulées par ASO tout comme le Tour de Yorkshire[294]. Le Tour des Flandres[295] puis l'Amstel Gold Race sont également reportées coup sur coup[296].
- Les éditions 2020 du Tour de Romandie et du Tour de Suisse sont purement supprimées[297],[298].
- Les Championnats du monde de VTT qui devaient se dérouler en Allemagne fin juin et les Mondiaux de BMX qui devaient avoir lieu fin mai aux États-Unis sont tous les deux reportés à une date ultérieure[299],[300].
- Le 1er avril, l'UCI annonce une suspension des compétitions jusqu'au 1er juin, ce qui remet en question la tenue du Tour de France 2020 puisque les principales courses de préparation sont aussi affectées comme le Critérium du Dauphiné qui est reporté[301].

### Football
- Les championnats anglais Premier League et Championship sont suspendus.
- Les championnats français de Ligue 1 et Ligue 2 sont suspendus et définitivement arrêtés pour la saison en gardant le classement de la dernière journée de championnat comme définitif.
- Les championnats italien Série A et Série B sont suspendus.
- Le championnat suisse Raiffeisein Super League est suspendu.
- Le championnat de Belgique de football est suspendu.
- Le championnat portugais Liga NOS est suspendu.
- Le championnat néerlandais Eredivisie est suspendu.
- Le championnat d'Allemagne Bundesliga est suspendu à partir du 13 mars[302].
- Le championnat d'Espagne La Liga est suspendu à partir du 13 mars[303].
- Décision inédite en 60 ans d'existence et 15 éditions disputés à ce jour (mais aussi pour un grand championnat international de football d'après-guerre que ce soit un Euro ou une coupe du monde), le championnat d'Europe de football qui devait se dérouler du 12 juin au 12 juillet 2020 est reporté en 2021 et les coupes d'Europe de l'UEFA (Ligue des Champions et Ligue Europa) sont suspendues[304].
- Comme l'Euro, la Copa América qui devait se dérouler aux mêmes dates est également reportée d'un an à l'été 2021[305].
- La Major League Soccer nord-américaine est suspendue du 12 mars au 11 avril[306].
- L'édition 2020 de l'International Champions Cup est annulée[307],[308].

### Formule 1
- Le Grand Prix automobile de Chine 2020 à Shanghai est reporté sans nouvelle date prévue[309],[310] ;
- Le Grand Prix automobile d'Australie 2020 à Melbourne est annulé[311] ;
- Le Grand Prix automobile de Bahreïn 2020 à Manama est reporté sans nouvelle date prévue[312] ;
- Le Grand Prix automobile du Viêt Nam 2020 à Hanoï est reporté sans nouvelle date prévue[312];
- Le Grand Prix automobile des Pays-Bas 2020 à Zandvoort est reporté sans nouvelle date prévue[313];
- Le Grand Prix automobile d'Espagne 2020 à Barcelone est reporté sans nouvelle date prévue[313];
- Le Grand Prix automobile de Monaco 2020 à Monaco est annulé[314];
- Le Grand Prix automobile d'Azerbaïdjan 2020 à Bakou est reporté sans date prévue[315].

### Formule E
- Le ePrix de Sanya du Championnat de Formule E FIA 2019-2020[316] ;
- Le ePrix de Rome du Championnat de Formule E FIA 2019-2020[317] ;
- Le ePrix de Paris du Championnat de Formule E FIA 2019-2020[318] ;
- Le ePrix de Séoul du Championnat de Formule E FIA 2019-2020[318] ;
- Le ePrix de Jakarta du Championnat de Formule E FIA 2019-2020[319].

### Golf
- L'édition 2020 du Kenya Open (en) est reportée à une date indéterminée[320].

### Handball
- Le championnat espagnol (Liga Asobal) est suspendu[réf. nécessaire].
- Le championnat français (Lidl Starligue) est suspendu jusqu'au 22 avril[321]
- L'ensemble des compétitions nationales (hors championnats professionnels) en France sont annulées[322].
- Le championnat allemand (Bundesliga) est suspendu[réf. nécessaire].

### Hippisme
- Le saut Hermès 2020 qui devait se tenir au Grand Palais de Paris du 20 au 22 mars est annulé[réf. nécessaire].

### Hockey sur gazon
- Les deux matchs de ligue professionnelle entre la Chine et la Belgique prévus le 8 et 9 février à Changzhou sont reportés à une date non précisée[323].
- Les deux matchs de ligue professionnelle entre la Chine et l'Australie prévus le 14 et 15 mars à Changzhou sont reportés à une date non précisée[324].
- Les matchs des équipes nationales australiennes et néo-zélandaises de hockey sur gazon masculin et féminin prévus du 14 au 29 mars en Europe sont reportés à une date non précisée[325],[326]: Espagne-Australie (catégorie masculine) à Valence, Pays-Bas-Nouvelle-Zélande à Rotterdam, Allemagne-Australie à Mönchengladbach, Pays-Bas-Australie à Bois-le-Duc et Allemagne-Nouvelle-Zélande à Hambourg.
- Les matchs de ligue professionnelle masculine et féminine entre l'Allemagne et la Belgique prévus le 19 et 26 mars à Mönchengladbach et à Hambourg sont reportés à une date non précisée[327].
- Les deux matchs de ligue professionnelle entre les États-Unis et la Chine prévus le 10 et 11 avril à Chapel Hill sont reportés à une date non précisée[328].
- Une fois la pandémie déclarée le 13 mars, la FIH et les onze associations nationales (ainsi que les neuf associations féminines) impliquées dans la compétition ont décidé de la suspendre jusqu'au 15 avril. En outre, il a été convenu que la compétition actuelle est maintenue, aucun match ne sera joué après les Jeux olympiques d'été de 2020 et en fonction de l'évolution de la situation et des décisions des autorités publiques, chaque match pouvant être organisé entre fin avril et avant les Jeux olympiques d'été de 2020 pourra donc se jouer[329].

### Hockey sur glace
- Les séries éliminatoires (play-off) du championnat de Suisse de hockey sur glace sont annulées[330], tout comme celle d'Allemagne, d'Autriche, de Norvège ou encore de Slovaquie[331].
- La saison 2019-2020 de la LNH est suspendue[332].
- Le Championnat du monde de hockey sur glace est annulé[réf. nécessaire].

### Judo
- Le 3 mars 2020, le Grand Prix de judo de Rabat(Maroc), où Teddy Riner champion olympique de judo, devait renouer avec la compétition un mois après sa défaite au Grand Slam de Paris ou Tournoi de Paris(sa première depuis plus de neuf ans, après une série de 154 combats remportés), a été annulé en raison de l'épidémie de coronavirus[333].
- La Fédération internationale de judo (FIJ) a décidé de l'annulation des trois tournois du circuit mondial, le Grand Slam d'Ekaterinbourg (Russie), et les Grands Prix de Tbilissi (Géorgie) et Antalya (Turquie), devant se tenir avant avril 2020[334].
- Les Championnats d'Europe de judo initialement programmés du 1er au 3 mai à Prague, dans la capitale tchèque, ont été reportés du 19 au 21 juin en raison de la pandémie de coronavirus, a indiqué, la Fédération Européenne de Judo(FEJ) [334](il a été à nouveau reporté au mois de novembre 2020).
- Le Grand Slam de Tokyo ou Coupe Jigorō Kanō, se tenant traditionnellement au Tokyo Metropolitan Gymnasium, épreuve phare du calendrier international, est annulé[335], a annoncé la FIJ le 23 septembre 2020. Déjà reporté, le tournoi devait se dérouler en décembre 2020.

### Motocyclisme
- L'épreuve MotoGP du Grand Prix moto du Qatar de 2020 à Doha est annulée[336].

### Patinage artistique
- L'édition 2020 des Championnats du monde de patinage artistique, qui devait se tenir du 16 au 22 mars à Montréal, est annulée[337].

### Rallye-raid
- Au Maroc, le Rallye Aïcha des Gazelles est reporté en septembre[338].

### Rugby à sept
- Le Tournoi de Singapour de rugby à sept, celui de Hong Kong, et son équivalent féminin, prévus en avril 2020, sont reportés en octobre[339].

### Rugby à XV
- Plusieurs rencontres du Tournoi des Six Nations en rugby à XV prévues aux mois de février et mars sont reportées à une date non précisée : Italie-Écosse (catégorie féminine) à Legnano[340], Irlande-Italie (catégorie masculine) à Dublin[341], Italie-Angleterre (catégories masculine, féminine, junior) à Rome, Padoue et Vérone[342], Écosse-France (catégorie féminine) à Glasgow[343] ;
- Les championnats professionnels français du Top 14 et de Pro D2 sont suspendus avant que la FFR ne décide début avril de stopper définitivement tous les championnats amateurs[344].
- Tous les championnats britanniques sont interrompus[345] à l'exception de la Premiership qui espère une reprise pour finir la saison[346].

### Tennis
- Le 9 mars, le Masters d'Indian Wells (tournoi ATP et WTA) situé en Californie[347] est annulé à la suite d'un cas confirmé de coronavirus dans la vallée de Coachella;
- Dans les jours qui suivent, l'ATP, la WTA et l'ITF annoncent successivement une suspension de tous les tournois officiels de leurs calendriers jusqu'au 26 avril pour les circuits masculins (ATP et Challenger)[348] et jusqu'au 20 avril pour le circuit féminin et l'ITF World Tennis Tour[349]. Cela implique notamment l'annulation de tournois comme :
  - Le Masters de Miami (ATP et WTA) situé en Floride ;
  - Le Masters de Monte-Carlo (ATP) à Monaco ;
  - Le tournoi de Barcelone (ATP 500) en Catalogne ;
  - La phase finale de la Fed Cup qui devait avoir lieu à Budapest début avril est reportée à une date ultérieure ;
  - Le tournoi de Stuttgart (WTA Premier) en Allemagne est annulé[350].
- Le tournoi de Roland-Garros qui devait se dérouler du 24 mai au 7 juin est reporté du 20 septembre au 4 octobre, juste après l'US Open[351],[352].
- Le 18 mars, la WTA et l'ATP et l'ITF prolongent la suspension des compétitions jusqu'au 7 juin[353], ce qui implique l'annulation des Masters de Rome et de Madrid. C'est donc toute la saison européenne sur terre battue qui est supprimée à cause de la pandémie de Covid-19.
- Le 1er avril, la WTA, l'ATP et l'ITF prolongent la suspension des compétitions jusqu'au 13 juillet[354], annulant ainsi toute la saison sur gazon y compris Wimbledon. C'est la première fois depuis la Seconde Guerre mondiale qu'un tournoi du Grand Chelem n'aura pas lieu.

### Tir à l'arc
- La pratique individuelle en extérieur est autorisée.
- La pratique en salle est réservée aux mineurs jusqu'en janvier 2021, date après laquelle personne n'a plus le droit d'accéder aux infrastructures intérieures hormis les archers de haut niveau.
- Les championnats de France de tir à l'arc extérieur et de tir parcours 2020 sont suspendus[355].
- Les compétitions en salle sont autorisées en octobre et novembre, puis la saison est annulée à la suite de l'annonce du second confinement.
- Le tournoi international de Nîmes est maintenu du 29 au 31 janvier 2021, mais avec un nombre réduit de participants, la plupart européens.

### Volley-ball
- Les championnats français Ligue A et Ligue B sont suspendus[réf. nécessaire].
- Le championnat italien Superlega est suspendu[réf. nécessaire].
- Le championnat polonais PlusLiga est suspendu[réf. nécessaire].

### Débat sur le report ou l'annulation des Jeux olympiques d'été 2020
Les Jeux olympiques d'été de 2020 doivent se tenir du 24 juillet au 9 août 2020 à Tokyo.
Le 5 février, le Comité international olympique (CIO) s'inquiète au sujet de la pandémie de coronavirus. Toshiro Muto déclare notamment : « Nous sommes extrêmement inquiets, dans le sens où l'avancée de l'épidémie pourrait tempérer l'intérêt et l'enthousiasme pour les Jeux ».
Courant mars, l'hypothèse d'une annulation des Jeux inquiète de plus en plus les athlètes. En toute hypothèse, seul le CIO a le pouvoir de décider le maintien, le report ou l'annulation des Jeux olympiques.
Après plusieurs semaines d'hésitation, le CIO officialise le 24 mars le report des JO à l'été 2021, une première en temps de paix. Ils se dérouleront finalement du 23 juillet au 8 août 2021 et les Jeux paralympiques du 24 août au 5 septembre 2021.